# Historia de la gnomónica

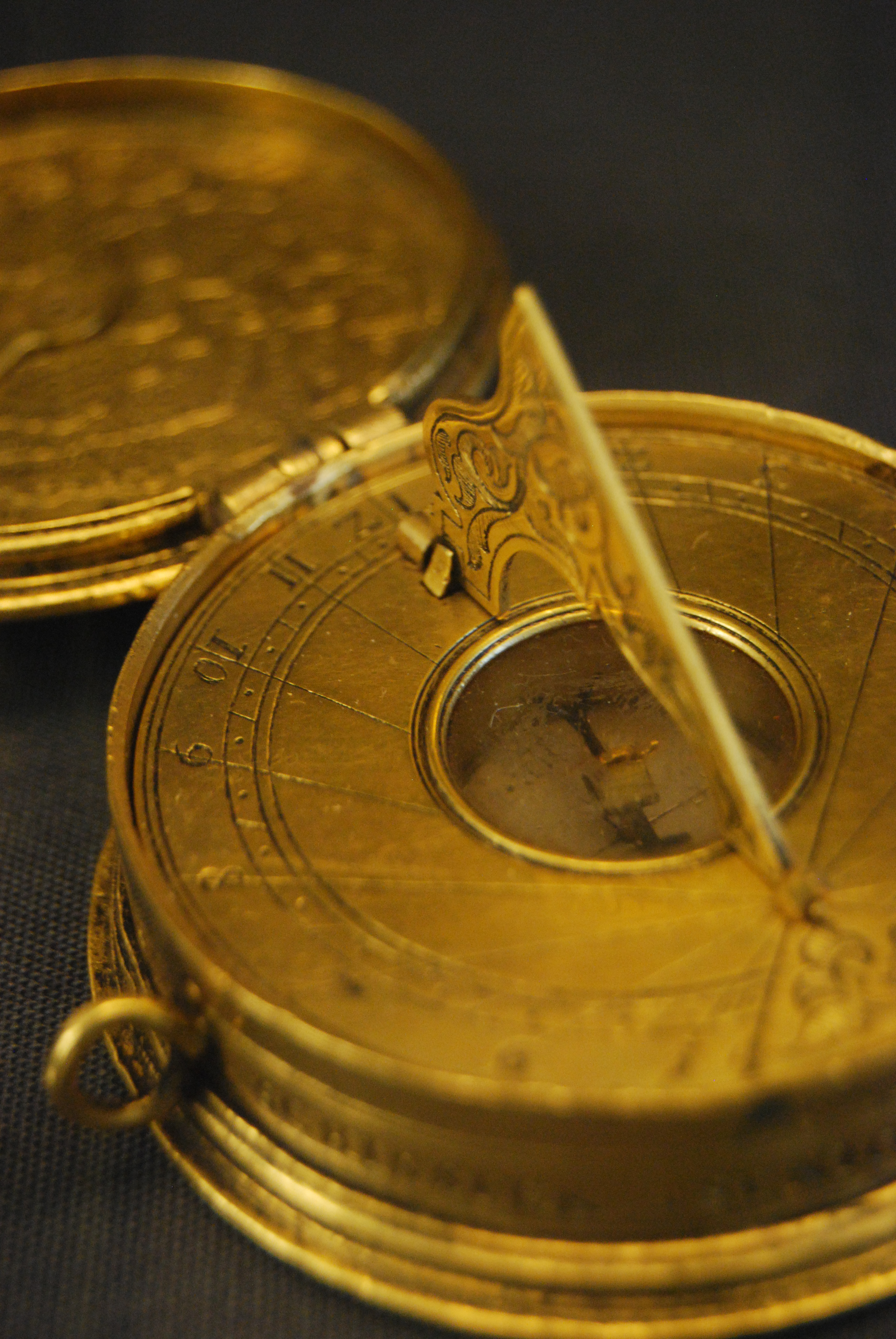
La proyección gnomónica ha acompañado a la humanidad en sus primeros pasos científicos y se ha relacionado con la medición del tiempo, sobre todo del denominado tiempo solar.

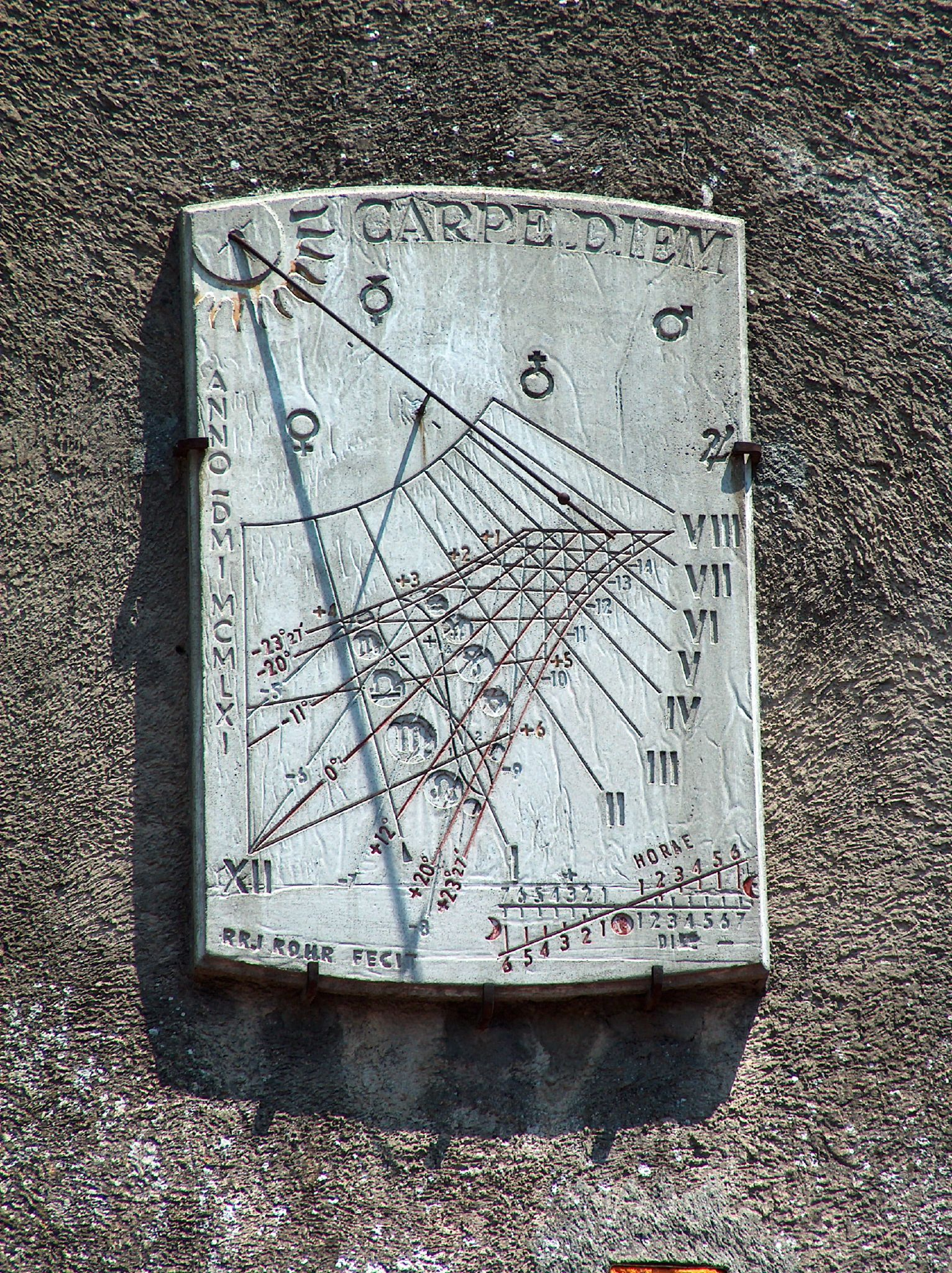
Reloj solar diseñado por René R. J. Rohr. Posee una tabla y un diagrama lateral que lo convierte también en lunar.

La historia de la gnomónica es parte de la historia tanto de la astronomía como de la matemática, y en parte también de la historia de la tecnología. La gnomónica es el estudio de la medición del tiempo mediante el empleo de relojes solares, e involucra tanto su diseño como su construcción y sus propiedades geométricas. Durante la historia de la humanidad ha habido diferentes sistemas horarios, y antes de la aparición de los relojes mecánicos en el siglo xiv eran los instrumentos más habituales mediante los que se medía el tiempo, junto con clepsidras y otros dispositivos como relojes de arena y de fuego (siguiendo la armonía de los cuatro elementos). Su diseño y construcción han contribuido no solo a la consciencia de la percepción del tiempo, sino también al progreso de la medición del tiempo por parte de la ciencia. La existencia de los cuadrantes solares era habitual en las ciudades, en los templos, en las casas privadas, hasta la aparición de métodos más fiables de medir el tiempo.
La evolución de la gnomónica se ha visto influenciada por los diversos requerimientos para medir el tiempo que han existido a lo largo de la historia de la humanidad. A veces estas necesidades han estado ligadas a las normas religiosas, en otros casos a las necesidades económicas, en algunas ocasiones a las necesidades sociales. Su auge se ve marcado por la mejor comprensión del movimiento del sol sobre la esfera celeste, así como por la disponibilidad de mejores formalismos matemáticos capaces de desarrollar eficientemente la gnomónica como una ciencia. Uno de los teóricos que primero desarrolló la teoría gnomónica desde la demostración fue el astrónomo alemán Cristóbal Clavio, abriendo un «periodo dorado» que estuvo marcado por el diseño de relojes con mayores prestaciones en la medición del tiempo, así como por la creciente cantidad de libros publicados sobre gnomónica. Este periodo coincide, paradójicamente, con los avances de los primeros relojes mecánicos en el siglo xvii, siendo abandonados como instrumentos de medir el tiempo en las naciones occidentales ya a mediados del siglo xix. En el siglo xvii ya se comenzaron a descubrir proyecciones no-gnomónicas capaces de medir el tiempo (en realidad cualquier transformación conforme permite hacerlo). 
A partir del siglo xvii su decadencia en el uso como instrumento de medida del tiempo irá creciendo progresivamente, a medida que quedan relegados por otras formas más precisas de medir el tiempo. A pesar de todo, a comienzos de siglo xx se produjo un desarrollo importante en la gnomónica teórica debido a un conjunto de estudiosos alemanes que desarrollaron los métodos de la geometría analítica aplicados a la gnomónica clásica, logrando unos buenos resultados con la creación de nuevos tipos de relojes y explicaciones añadidas al trazado de las líneas horarias. En la actualidad los relojes solares, y la gnomónica en general, forman parte de una curiosidad y entretenimiento de aquellos que quieren introducirse en el mundo de la «astronomía menor», ya que existen numerosas asociaciones privadas, a veces vinculadas a grupos de astronomía y/o relojería a lo largo del mundo. Los relojes de sol, a pesar de este esfuerzo, se han relegado a simples elementos decorativos colocados en las fachadas, jardines o paseos marítimos.

## Gnomónica prehistórica

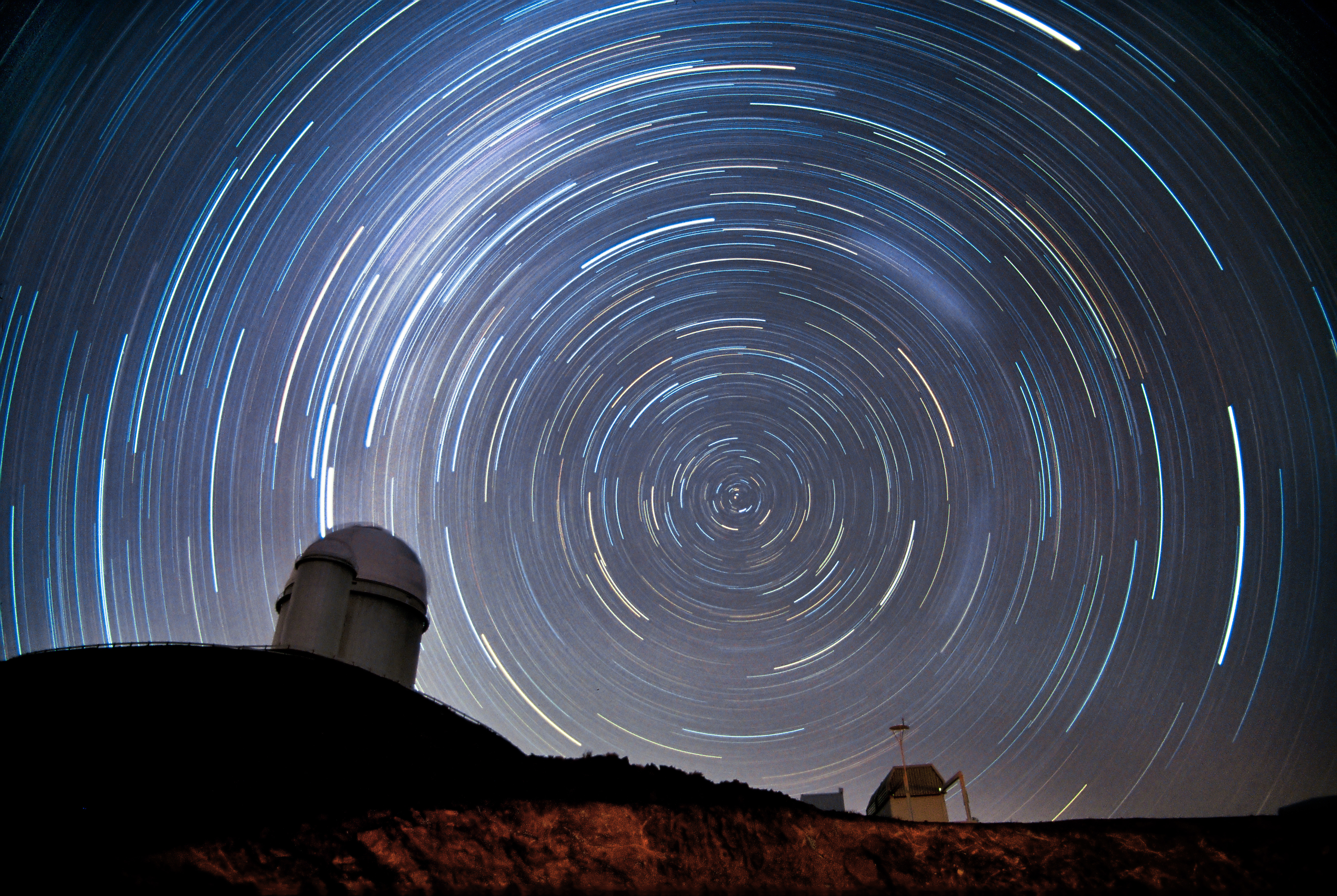
Movimiento nocturno de las estrellas. La conexión entre el movimiento nocturno de las estrellas y el diurno por el Sol fue uno de los hitos en la medición del tiempo.

Es muy posible que la medición del tiempo fuera una de las primeras actividades intelectuales de la humanidad. La predicción y planificación de eventos naturales proporcionaba ventajas a las sociedades primitivas que lo medían. Es posible que ocurriera en el período Neolítico, justo cuando la economía de las sociedades humanas evolucionó desde la recolección, la caza y la pesca a la agricultura y la ganadería. Actividades que necesitan de la planificación, es decir, de la medición del tiempo. El acto de medir surgió de la simple observación de fenómenos periódicos en la naturaleza, como pueden ser la sucesión de días y noches, la evolución de las estaciones del año, las cosechas, la migración de las aves, etc. Todo ello quizás le confirió al hombre primitivo la necesidad de medir el tiempo con el objeto de predecir el mundo que le rodea, de poder realizar las actividades agrícolas, como es la plantación. Ciertamente, la medición del tiempo en estos primeros instantes se debe a un concepto de medida de un instante ubicado en un ciclo. De esta forma, pronto se cayó en la cuenta de que mediante la observación de las sombras se podían predecir los fenómenos naturales. La construcción de complejos sistemas pétreos en las primeras arquitecturas que emplean alineamientos, con el objeto de predecir fenómenos naturales, como es la determinación de la llegada de las estaciones, son ejemplos de esta necesidad primitiva. Surgen de esta forma estructuras como Stonehenge, Avebury y otros sitios indicando el conocimiento cíclico del sol sobre la esfera celeste que ya poseía el hombre primitivo. 
Al colocar una estaca clavada en el suelo, se puede observar cómo el movimiento diurno del Sol repite el recorrido de la sombra un día tras otro. Pronto surge la necesidad de colocar marcas que permitan averiguar el recorrido diurno de la sombra: las horas. Al observar la sombra de estas estacas a lo largo del año, se podría detectar cómo en los meses fríos de invierno las sombras eran largas, mientras que las sombras de los meses calurosos de verano eran más cortas. Este ciclo de sombras largas y sombras cortas coincidía con el concepto cíclico de año. De esta forma, la observación de la sombra proporcionaba la sensación de medir dos clases de ciclos, los diurnos y los anuales. La observación de la naturaleza durante las noches hizo ver que las estrellas en su movimiento nocturno mostraban también un ciclo. Pronto la observación de estos ciclos dio ventajas adaptativas a las culturas que lo establecían como método de observación, pues permitía una predicción más precisa de las cosechas, las recolecciones, las plantaciones. Es por esta razón por la que las culturas con capacidades de medir el tiempo prevalecieron sobre las que no lo hacían. En Occidente, una de las culturas que primero dedicó esfuerzo en medir el tiempo fue la babilónica, y obtuvieron con ello una ventaja económica frente a sus vecinos. Sus primitivos conocimientos sentaron las bases de la medición del tiempo en posteriores culturas, como la egipcia.

## Gnomónica en el Antiguo Egipto
La astronomía egipcia fundamentaba sus observaciones científicas en la posibilidad de medir el tiempo. Con ello lograban una mayor capacidad de predicción de las periódicas crecidas del Nilo, y de este modo planificaban mejor las cosechas, redundando al final en una mejor producción de alimentos. Los astrónomos egipcios dividían el transcurso del Sol en doce partes iguales, e igualmente lo hacían con la noche, es decir, empleaban un sistema de veinticuatro divisiones. A cada división la denominaban «hora» y, como es de suponer, su longitud era de duración diferente a lo largo de los días del año. Durante los meses de primavera y verano, las horas del día eran más amplias, mientras que las de las doce horas de la noche eran cortas. En los meses de otoño e invierno, la situación se invertía, y las horas nocturnas se alargan día a día, mientras que las diurnas se van acortando en similar proporción. Sobre el sistema horario del Imperio Antiguo se poseen numerosos ejemplos de tablas describiendo relojes estelares. El ideograma de la división en horas ya aparece en los textos de las Pirámides y se transcribe como wnwt. La vigilancia de las horas diurnas y nocturnas, y su recuento a lo largo del año, recaía en sacerdotes. Se utilizaba la división mediante el número doce por ser el número entero que posee más divisores tras el número diez. Esta característica facilitaba la manipulación matemática del tiempo y el cómputo de posiciones estelares.

### Medida del tiempo: horas temporarias
Los egipcios dedicaban ciertos sacerdotes a las tareas de conteo de referencias estelares a lo largo de todas las noches del año. La observación nocturna se focalizaba en registrar el paso de los decanos, o grupos estelares, que hacían de posiciones de referencia en el movimiento nocturno de la esfera celeste. La primera hora empezaba durante el crepúsculo (atardecer), justo al comenzar a verse las estrellas de la noche, y finalizaba dando paso a la segunda hora, cuando se producía el orto helíaco del primer decano, y así sucesivamente durante la noche. De esta manera, los sacerdotes contaban los doce decanos a lo largo de la noche, tras el último se producía el amanecer del Sol. Realizaban el conteo nocturno de las horas, siguiendo para ello las descripciones encontradas en las tablas de los relojes estelares que estaban íntimamente relacionadas con el calendario egipcio. Se han encontrado numerosas tablas de este tipo datadas entre las dinastías IX y la XII, que fue cuando fueron empleadas con mayor frecuencia. Los dioses frecuentemente mencionados en las tablas hacen ver que algunas estrellas eran poseedoras de una posición divina, tal es Ra (identificado con el Sol), Nut, Mesjetiu (relacionada con la Osa Mayor), etc. En el Imperio Nuevo se desarrollan nuevos métodos de contabilizar las horas nocturnas, aparecen los relojes ramésidas fundamentados en los tránsitos decanales al culminar.
Las tablas del Nuevo Imperio carecen de decanos, o estrellas, haciendo culminación en los primeros instantes del crepúsculo, y esto hace suponer que las primeras horas se contabilizasen mediante clepsidras (relojes de agua) como apoyo a las medidas. Es posible que estas clepsidras se calibrasen empleando ortos o culminaciones de estrellas de referencia. Estos relojes servían para medir la evolución de las horas del día y de la noche. Hay ejemplos de este instrumento en las paredes de la tumba de Amenemhat descubierta en 1885. Otros ejemplos, como la tumba encontrada en Karnak en 1904, muestran en sus inscripciones talladas sobre alabastro cómo se llenaba de agua el recipiente y se vaciaba a un ritmo que se medía en el sistema temporario (tanto nocturno como diurno). La medición del tiempo mediante el sistema de horas temporarias se remonta a los periodos primigenios del Antiguo Egipto, y algunos autores como Otto Neugebauer apoyan esta evidencia. La medición de las horas nocturnas continuaba por el día; si por la noche las estrellas eran la referencia, a lo largo del día lo era el Sol y las sombras. De esta forma, la cultura egipcia ya tenía implementados los dos requerimientos para medir el tiempo: conocer en qué instante del ciclo anual se encuentran y tener memoria de los ciclos pasados. Los sacerdotes egipcios se encargaban de ambas tareas. Los ciclos medidos eran de dos tiposː los anuales (que predecían las crecidas del Nilo), los diarios que regían el trabajo de la sociedad.

### Relojes solares egipcios

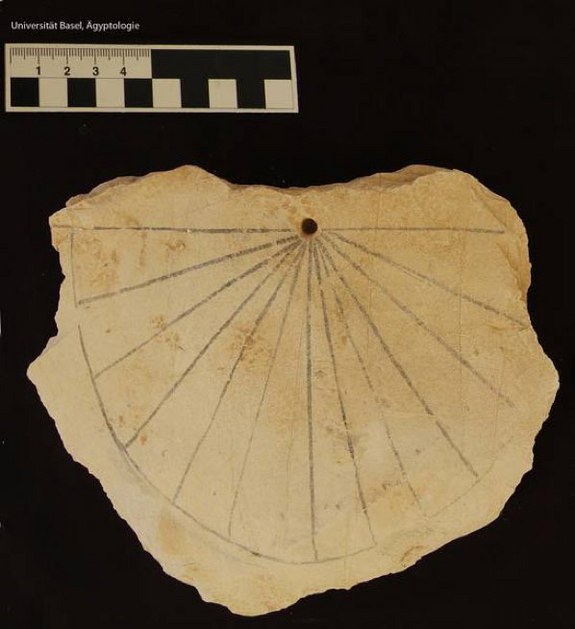
El reloj de sol más antiguo del mundo, del Valle de los Reyes de Egipto (c. 1500 a. C.)

Uno de los relojes de sombra más antiguos en la cultura egipcia se encuentra descrito en los bajorrelieves de las paredes del cenotafio de Seti I en Abidos. Las inscripciones de Abidos son una especie de manual de usuario de la gnomónica de la época, que posee numerosas lagunas debido a las ausencias en texto. El reloj solar descrito tiene forma de una «T» con dos listones de diferente tamaño cruzados. Se compone de una larga barra (merkhyt) sobre la que se ubica un listón perpendicular (sechat). Durante el día la barra se disponía orientada al este y el listón perpendicular arrojaba la sombra sobre las cinco marcas talladas en la barra. Con el reloj se medían solamente las diez horas centrales del día, las dos restantes horas carecían de precisión suficiente (debido a la longitud de la sombra). De este tipo de reloj han sobrevivido al paso del tiempo algunos ejemplares procedentes del reinado de Tutmosis III (un total de ocho ejemplares) y del Tercer Periodo Intermedio. Algunos de estos instrumentos poseen descripciones literales de las horas como: la que amanece (la primera hora), la que introduce, la que protege a su señor, la secreta, la de la llama, la estante que era la del mediodía. El significado de estas horas y su razón se han perdido en el tiempo. 

Relojes de sombra de diversos periodos del Imperio egipcio
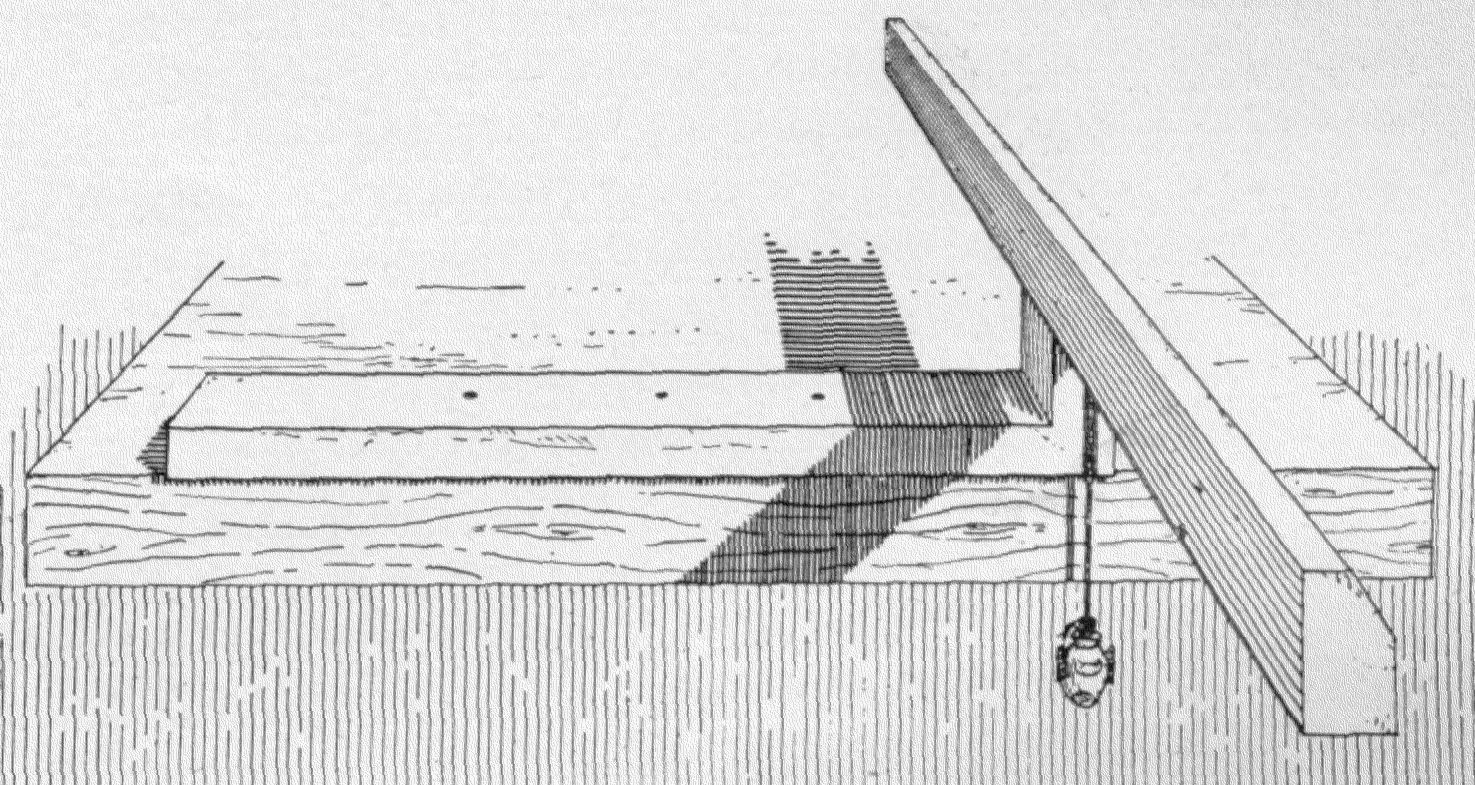
Reloj de sombra de la época Seti I (sechat).
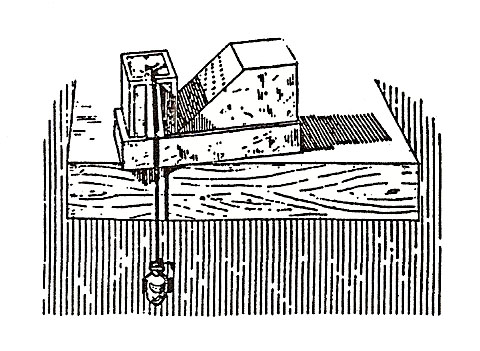
Reloj de sombra de Qantara de la Dinastía Ptolemaica
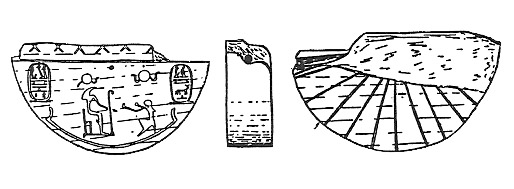
Reloj de sombra de Merenptah. Se representa la barca de Tot.

El historiador de la ciencia que más se ha dedicado a la historia de la gnomónica egipcia fue Ludwig Borchardt. A él debemos las primeras descripciones acerca de la existencia de un papiro incompleto, encontrado en las excavaciones arqueológicas de Tanis y que muestra el funcionamiento parcial de un reloj sechat. El problema de la medición con estos relojes estriba en que el sechat posee cinco marcas horarias y carece de escala dependiente del día del año (esta ausencia ha generado un gran debate entre los estudiosos). Algunos autores han realizado minuciosos estudios sobre este reloj, mostrando que la cruceta podría ajustarse a diversas alturas, dependiendo de la estación del año. Los egipcios fueron desarrollando variantes de relojes de sol a lo largo de las diferentes dinastías. Algunos de ellos arrojan sombras sobre planos inclinados, permitiendo un avance más regular de las sombras. Uno de este tipo se encontró en el Qantara, al este del Delta. Durante el periodo ptolemaico muchos de los jeroglíficos mostraban representaciones ideográficas de este tipo de relojes solares indicando la palabra «hora». 
De algunos relojes de cerca del vii a. C. solo disponemos de las dos referencias existentes en la Biblia, como es el Cuadrante de Ajaz (concretamente en Isaías 38:7-9 y 2Reyes 20:10-12). Sobre este reloj ha habido diversas discusiones entre los expertos sin que se hayan puesto de acuerdo, no solo sobre su existencia, sino que además tampoco se ha podido determinar ni su forma, ni diseño que explique el fenómeno del «retroceso» de la sombra del gnomon que define el milagro de Isaías, indicando un posible viaje a través del tiempo.

## Periodo grecorromano

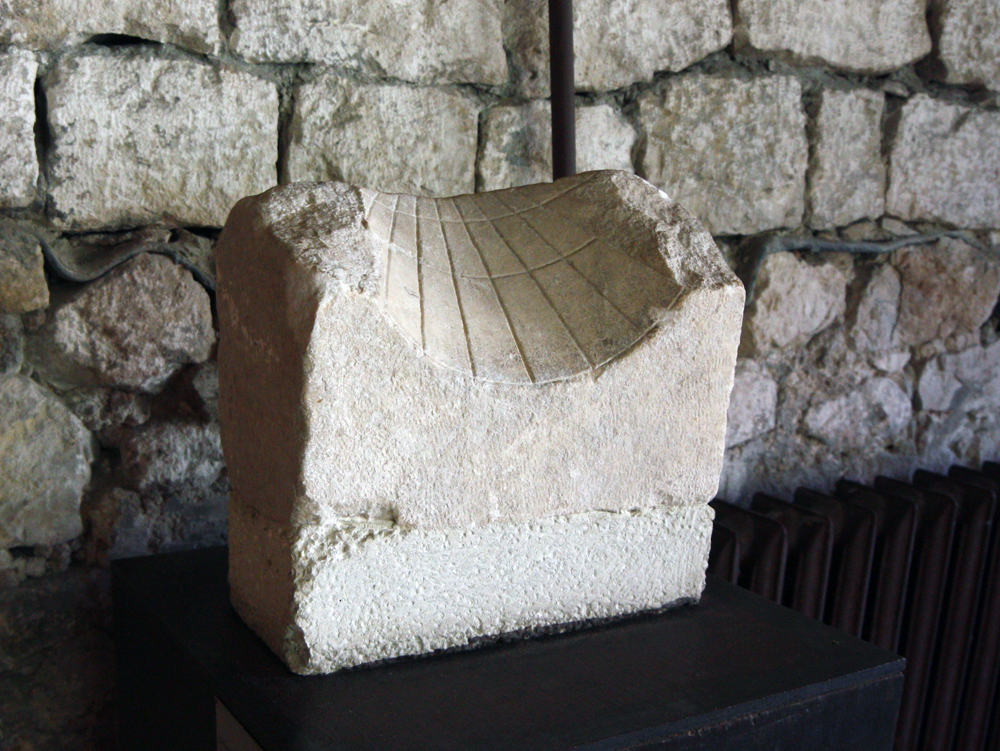
Reloj típico del periodo griego, denominado «hemiciclo», excavado en piedra (Marcianopolis).

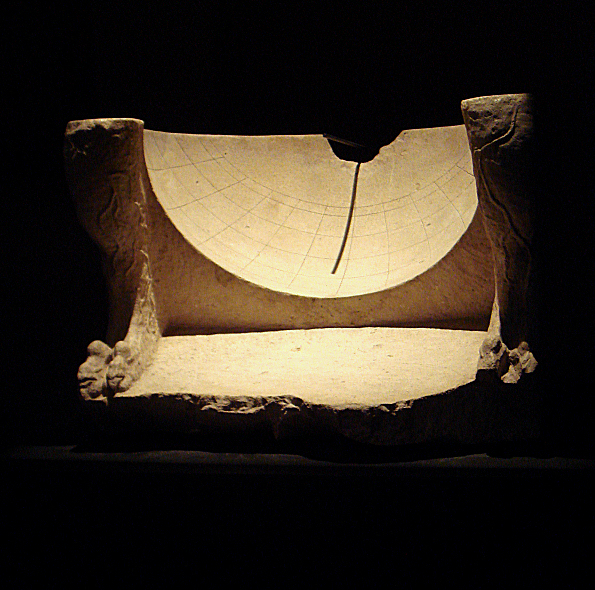
Reloj de Ai Khanoum. Musée Guimet.

Uno de los primeros gnomonicistas griegos fue Anaximandro de Mileto, quien fue uno de los primeros en mostrar el denominado esciotérico. Este filósofo fue uno de los que midieron la inclinación de la eclíptica. De la actividad gnomónica durante el periodo greco-romano quedan las evidencias que se muestran en las numerosas excavaciones arqueológicas. No hay excavación de esta zona del Mediterráneo que no tenga, al menos, una muestra de reloj solar. Las piezas encontradas se han clasificado como los más pequeños componentes de la arquitectura greco-romana. Muchos de estos relojes se conservan y se encuentran repartidos a lo largo de múltiples museos sobre el área de influencia grecorromana en torno al Mediterráneo. Los relojes griegos 'no son portátiles' y consisten en bloques de diferentes tipos de piedra calcárea (es decir, mármol, piedra caliza, toba), generalmente excavados de tal forma que la mayoría de ellos muestren superficies esféricas, cónicas y en ciertas ocasiones de paraboloides de revolución, todos ellos denominados «hemiciclos». Sobre las superficies se marcan las doce horas temporarias repartidas entre el amanecer y el atardecer. Todos ellos poseen tres curvas caléndricas indicando las tres estaciones de referencia: los dos solsticios y los equinoccios. Se sabe de la existencia de tratados escritos. Un ejemplo se encuentra en Demócrito, autor de un tratado sobre relojes solares que no ha llegado a nuestros días. No obstante, la calidad de las piezas nos indica el grado de conocimiento; un ejemplo de ello se halla en el Baelo Claudia de la Hispania romana.
La investigación sobre este tipo de relojes a comienzos del siglo xx se realiza no solo desde el punto de vista puramente arqueológico, sino que además se aborda por primera vez el punto de vista matemático, principalmente geométrico. Todo este estudio se debe principalmente a dos académicos alemanes de comienzos del siglo xx: Hermann Diels, y Joseph Drecker. Esta escuela es iniciada por Gustav Bilfinger, estudioso de la medición del tiempo a finales del siglo xix. Se realizan catálogos exhaustivos de relojes procedentes de las excavaciones arqueológicas mediterráneas, que en la década de los setenta arrojaba una cifra de 256 relojes. Entre los relojes solares más importantes descubiertos en las excavaciones figura el reloj que en 1875 se descubrió en Lisenberg (Alemania) al investigar los asentamientos de las legiones romanas del siglo I, el llamado reloj de Maguncia. Este reloj posee la propiedad de poder desplazarse, es decir, se trata de uno de los primeros ejemplares de relojes solares portátiles, denominados viatoria pensilia.

### Gnomónica griega

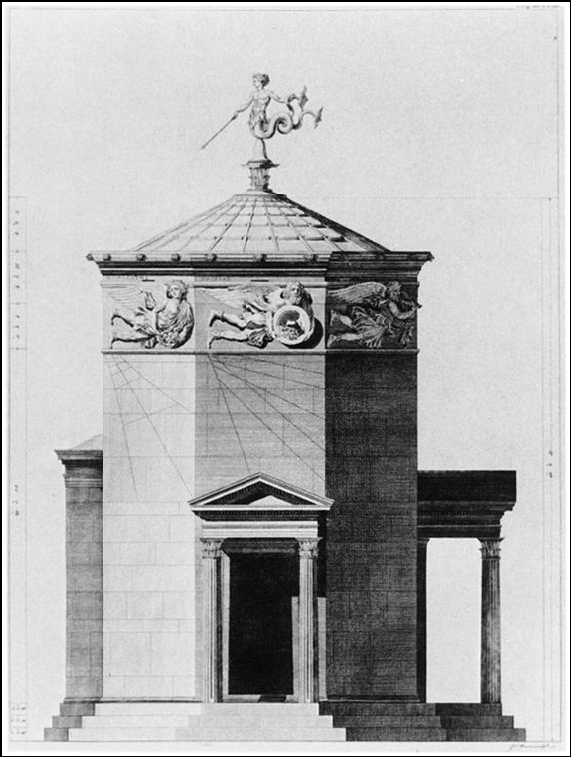
La Torre de los Vientos, con un reloj en cada uno de sus ocho paredes, es un ejemplo de dominio gnomónico de la cultura grecorromana.

Los avances de la astronomía griega tienen su punto de partida en los conocimientos heredados de la egipcia. Su influencia aparece en Grecia en el siglo iv a. C. y se desconoce cómo fue la transición de una cultura a la otra. A pesar de no poseer directamente tratados, las evidencias gnomónicas griegas se detallan indirectamente en la literatura de la época. Por ejemplo, el cínico Diógenes menciona jocosamente un dispositivo muy útil, denominado ώροσκοπείoν, capaz de hacer llegar puntualmente a una comida a un comensal. Este instrumento es mencionado también por autores como Estrabón y Gémino y lo relacionan con un instrumento que «captura las sombras». Las referencias ponen estos instrumentos en manos de científicos y filósofos, haciendo mención de pocos hombres de la calle manipulándolos. Aristófanes menciona estos dispositivos en una obra titulada Ekklesiazousai (393 a. C.). En el Corpus Hipocraticum 7 (escrito en el 300 a. C.) se muestran las actividades del ágora en referencia a la sombra de un gnomon en un reloj de sol. 
Una de las primitivas menciones a los relojes de sol apuntan a Heródoto en el 430 a. C., que introduce en πόλοs (polos) el γνώμων (gnomon) procedente de los babilónicos. Más tarde, el escritor e historiador griego Diógenes Laercio en su obra Vidas, opiniones y sentencias de los filósofos más ilustres, escrita en el siglo iii, al mencionar la vida de Anaximandro le concede haber descubierto el γνώμων gnomon útil para saber los equinoccios y los solsticios (sin hacer mención explícita a la medición de las horas). A Anaximandro se le asigna también el diseño del ώροσκοπεία como un dispositivo medidor del tiempo. En la actualidad no se sabe si estos instrumentos medían la división del día (horas) o si, por el contrario, ofrecían la estación del año. Esta discusión se mantuvo en el siglo xvi entre los historiadores Claude Saumaise, que era partidario de que solo poseían las curvas solsticiales, y Denis Pétau, quien opinaba que estos primeros relojes griegos indicaban también las divisiones del día.
En el siglo IV a. C., la escuela peripatética compila un libro que recoge los principales problemas de la época, entre los que figuran cuestiones acerca de la gnomónica. Casi un tercio de los relojes encontrados en las excavaciones son semiesféricos, la punta del gnomon que hace de centro ha desaparecido en la mayoría de ellos. Algunos poseen una especie de tejado en el que una abertura permite arrojar un punto luminoso sobre la superficie del interior.
El constructor y astrónomo Andrónico de Cirro en el 50 a. C. diseña y edifica la Torre de los Vientos en el ágora de la ciudad de Atenas. Se trata de una especie de torre de planta octogonal que posee en cada una de sus caras un reloj vertical, así como clepsidra. Este conjunto de relojes solares supone una transición de la gnomónica griega a la romana. 
Los parámetros esenciales para la construcción de relojes de sol se descubrían gracias a los esfuerzos dedicados por la astronomía griega: Eudemo de Rodas fue uno de los primeros en observar la oblicuidad de la eclíptica de la órbita terrestre. Posteriormente, Eratóstenes en el siglo III a. C. y Aristarco de Samos (150 a. C.) o Hiparco, dándole un valor de 23º 51' 19" (11/83 de un círculo), aunque algunos autores posteriores sugieren que el cálculo de éste fuese redondeado a 24º (el quinceavo de una circunferencia), debiéndose el dato a posteriores observaciones de Claudio Ptolomeo y gnomonicistas como el arquitecto romano Vitruvio. Otros valores de la oblicuidad de la eclíptica fueron dados por Theon de Smyrna y Oenópides de Chios, todos ellos mencionados como gnomonicistas. Es muy posible que los relojes solares griegos fueran empleados en la medición de este parámetro.
Algunos de los relojes griegos («hemiciclos») durante los inicios del Imperio romano se transportaron directamente desde sus posiciones originales hasta ciudades de la Antigua Roma. Uno de esos traslados se documenta desde la colonia griega de Catania a la capital Roma en el 262 a. C.  sin que los romanos cuestionaran su precisión durante más de cien años. Este transporte se hizo con la ignorancia y esperanza que funcionasen igual en latitudes distintas (distancia geográfica desde el ecuador terrestre). Quizás los primeros gnomonicistas romanos suponían que la tierra era plana. A pesar de todo, los griegos conocían ya el concepto de latitud geográfica en el siglo IV a. C. y en los relojes encontrados puede verse el diseño acorde con la posición geográfica. En el siglo IV a. C., el viajero Piteas toma datos de la sombra equinoccial de un gnomon en la ciudad de Massalia (Marsella) y Estrabón realiza una medición similar en la ciudad de Meroë en el siglo II a. C.
Erastónenes combina ambas mediciones y calcula puna media del radio terrestre. Parece que esta percepción de esfericidad no llegó de forma sencilla a la astronomía romana.
En el siglo i el matemático griego Menelao de Alejandría efectúa el que será el primer estudio de trigonometría esférica (Véase: Historia de la trigonometría). Sus estudios están enfocados en resolver y calcular la longitud del día. Antes de Menelao, los astrónomos griegos empleaban la trigonometría plana, haciendo que los círculos celestes se abatieran sobre un plano de referencia, sobre el que finalmente se hacían los cálculos. El analema de Vitrubio es un ejemplo de este proceder clásico que abate círculos celestes en el diseño de las líneas horarias y de las divisiones zodiacales. De la misma forma se mejoran los conocimientos de las secciones cónicas mediante el estudio que realiza Menecmo. Apolonio describe igualmente este tipo de secciones cónicas en un libro.

### Gnomónica romana

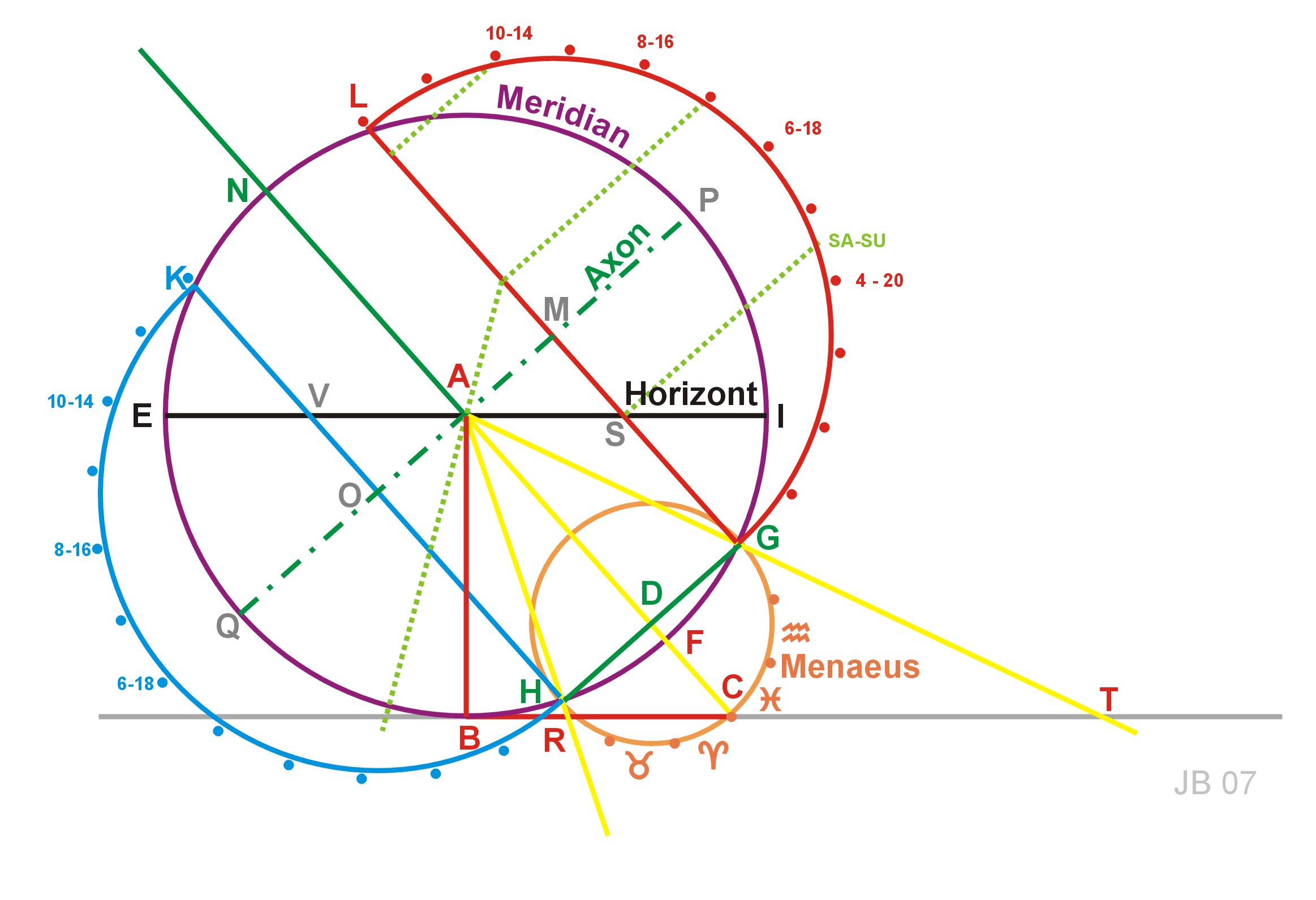
El analema de Vitrubio, tal y como lo describe en el Libro IX de su Re architectura.

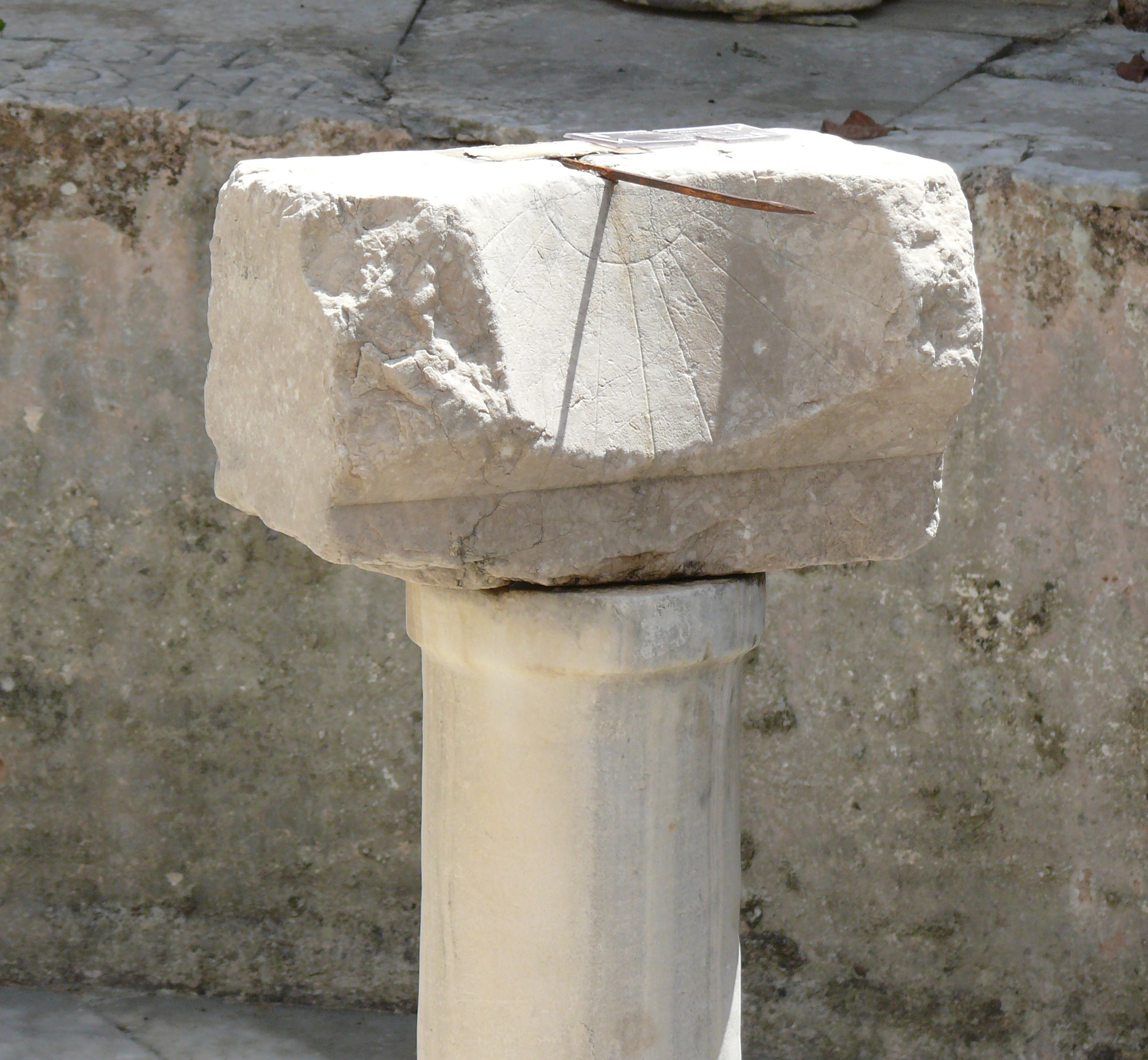
Reloj de sol semicircular romano en el Museo Arqueológico de Side (Turquía)

La gnomónica romana es una herencia directa del saber griego. Los romanos perpetúan el sistema de horas temporarias en sus relojes solares: solarium horologium. El primer reloj que aparece en la ciudad de Roma es en el año 291 y fue colocado delante del templo de Quirino. De la popularidad de este tipo de relojes hay evidencias en las excavaciones arqueológicas realizadas sobre la ciudad de Pompeya, en la que aparecen una treintena de ejemplares, todos ellos ubicados en villas romanas y sitios privados, plazas públicas, ubicados en las cercanías a templos.
El único texto que ha sobrevivido hasta la actualidad y que describe los procesos gnomónicos durante el imperio romano procede del arquitecto de Julio César llamado Marco Vitruvio Polión en el capítulo VII (u VIII según edición) de su de architectura describe la construcción de relojes de sol mediante una construcción geométrica denominada analemma y que corresponde a lo que en la actualidad se denomina una proyección ortográfica. Dicha construcción permite diseñar las líneas de demarcación de un reloj solar horizontal de horas temporarias para la ciudad de Roma. Vitrubio menciona que es necesario conocer el analema para entender el trazado de relojes de sol. Cabe mencionar que el proceso descrito por Vitruvio no fue completamente comprendido y demostrado hasta que en el siglo xvii el matemático alemán Cristóbal Clavio lo describe y demuestra en su Gnomonices. Vitrubio describe relojes que se conocían en la época, su breve descripción no permite saber con certeza la forma que tenían. Con su enumeración asocia a los constructores: Apolonio (descubridor de arachnen y la pharetra), Aristarco (inventor del escaphe o hemispherium y del dicus in planitia), Beroso (inventor del hemiciclo), Scopinas de Siracusa (inventor del plinthium o lacunar), Dionisodoro (inventor del conus), Eudoxo, Parmenio (inventor del pros pan historumena similar al astrolabio) Teodosio (descubridor del pros pan klima o reloj portátil). La forma de algunos de estos relojes, y sus funciones específicas, ha sido un profundo debate entre los gnomonicistas comenzado desde mediados del siglo xix. Parece que la gnomónica, por lo que menciona Vitruvio en su libro de Re Arquitectura estaba en manos de astrónomos y geómetras.
Contemporáneo es el reloj Solar de Augusto que en el 10 a. C. diseña y construye Novio Facundo. Dicho reloj se encontraba ubicado en el Campo de Marte. Durante este periodo los relojes solares eran muy populares en la vida romana, una muestra de ello se encuentran en los restos arqueológicos de la erupción del Vesubio descubiertos en el siglo xix. Los romanos comenzaron a diseñar y emplear igualmente los relojes portátiles, el denominado viatoria pensilia). Para su empleo correcto era necesario suspenderlos en el aire con un cordel y orientarlos manualmente. El 11 de junio de 1755 fue encontrado en las excavaciones arqueológicas de Herculano un reloj solar que imitaba perfectamente la forma de un jamón, se pensó inicialmente que se trataba de una broma, comprobándose posteriormente que era un reloj solar portátil que se remonta al 28 a. C. es conocido como el «Jamón de Pórtico»

### Declive romano
Algunas mejoras se realizan en la ciencia de la gnomónica durante este periodo de declive romano. Entre los destacados figuran Severino Boecio y Casiodoro, del que mencionan incluso la construcción de ingenios mecánicos capaces de medir el tiempo. Son más bien escasos usos del reloj en este periodo de declive romano que se encuentran en la literatura y en los templos religiosos.
En los pueblos que invaden Europa tras la caída del Imperio romano se hacen populares los denominados relojes de pie (uno de ellos en la Iglesia visigoda de San Pedro de la Nave en la provincia de Zamora, España). Aparecen en la literatura con la denominación de «Horologio» en forma de tablas con el número de pies para cada mes y hora. Las tablas se computaban mediante la proporción humana entre la altura y los pies; esta relación constante se muestra en el llamado Hombre de Vitruvio. Las tablas de este estilo se describen en forma de almanaque en el Re Agricultura de Paladius. El método de medir la longitud de la sombra de una persona en longitudes que emplean como unidad los pies, se mantiene en Europa hasta el Renacimiento (fundamentado en el Hombre de Vitruvio, establecido como canon). Fueron habituales estos medios en el periodo visigótico en España. Algunas de las disquisiciones sobre el tiempo y su medición con la sombra del cuerpo humano fueron investigadas por Beda el Venerable en el siglo viii en su De temporum ratione. Estos relojes consistían en tablas que, en función del mes del año, decían el número de pies que tenía una sombra a una hora dada. Estas tablas se solían memorizar y para ello se grababan en las piedras de las iglesias y se transcribían en los scriptorium de los monasterios.

## Gnomónica en Asia

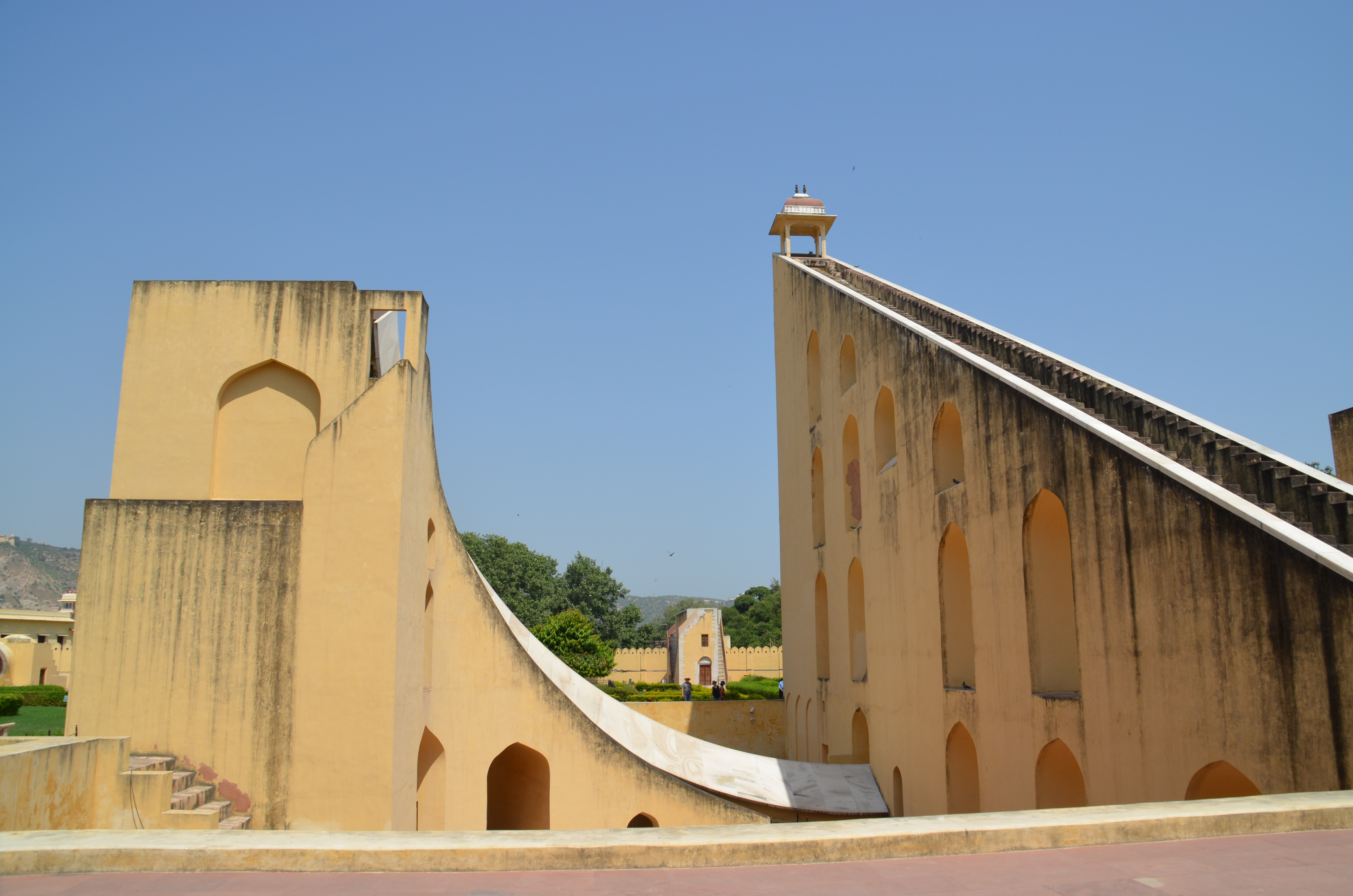
El Jantar Mantar, un observatorio astronómico en India que tiene uno de los relojes solares mayores del mundo: la hora se marca en el segmento anular debajo de la escalera

La astronomía china cuenta con el primer gnomonicista Tscheu-Kong que en el siglo XIII a. C. describe un ortostilo (una especie de protorreloj solar). En la dinastía Zhou se construían los primeros relojes se denominan «rigui». Durante la Dinastía Song se elaboraban los relojes portátiles. Y ya en la dinastía Sui (siglo vi) se realizaron estudios precisos para determinar con precisión los ortos y ocasos del sol.
El Jantar Mantar es uno de los cinco observatorios astronómicos construidos en la India por el maharajá Jai Singh en 1728, quien, además de guerrero, era conocido por su afición a su astronomía. La Unesco inscribió este observatorio como Patrimonio de la Humanidad el 31 de julio de 2010. Ubicado en Jaipur, consiste en una colección de monumentos escultóricos cuyas formas permitían el estudio de la evolución de las sombras producidas por el Sol. El más impresionante es una estructura de 27 m de alto, y la sombra se mueve a una razón de 4 metros por hora.

## Edad Media
La gnomónica europea medieval se divide en dos corrientes bien diferenciadas, en las que los relojes se emplean en sintonía con las creencias religiosas. En ambos casos los relojes marcan los momentos del rezo. Por un lado, la cristiana que utiliza relojes de horas canónicas con «toscos» conceptos científicos y, por otro, la musulmana, que hereda los conocimientos del mundo clásico gracias a las traducciones de los clásicos al idioma árabe. La principal fuente de las traducciones al árabe fueron las bibliotecas bizantinas, y aquellas que en región mediterránea escaparon a las persecuciones y migraciones de población.

### Gnomónica cristiana

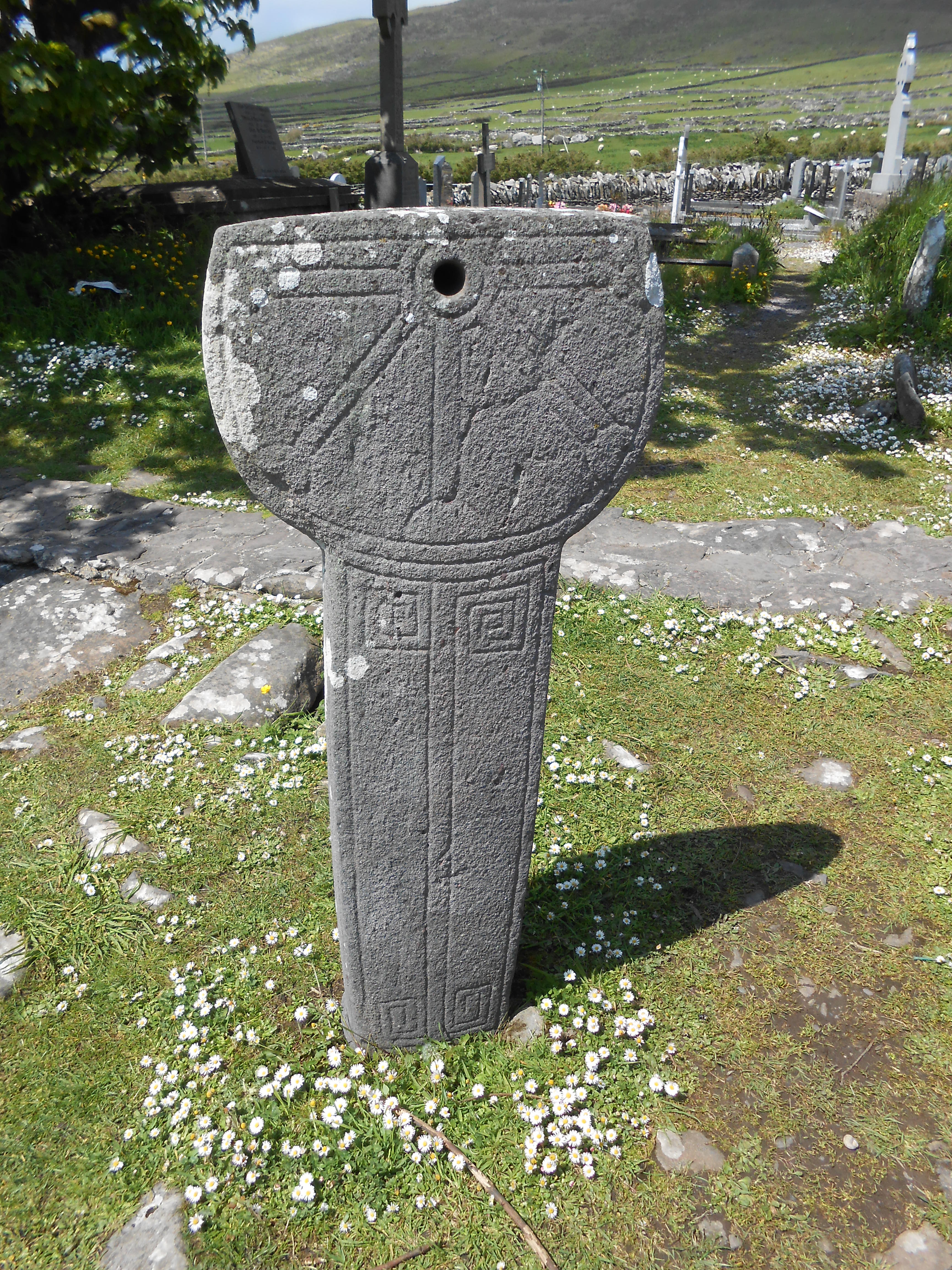
Reloj de sol de piedra, Kilmalkedar, Irlanda (c.)

En Europa, tras la caída del Imperio romano, se producen migraciones de pueblos bárbaros. La administración y el Estado pasan por periodos de caos caracterizados por una pérdida de organización social. La trama económica e igualmente el «saber científico» quedan relegados a pequeñas islas: los monasterios. Poco a poco se restablece un periodo de paz habilitando las antiguas leyes romanas. En este periodo destaca Isidoro de Sevilla que en sus Etimologías menciona la medición del tiempo como uno de sus temas. La situación cambia cuando las tribus musulmanas del norte de África penetran en la península ibérica y posteriormente en el sur de Europa, dando lugar a las cruzadas como reacción. Los monasterios tuvieron en estos periodos un papel de salvaguardia cultural, en especial los scriptorium. Este saber atesorado no surge hasta la llegada del Renacimiento. Estas comunidades religiosas tienen la necesidad de regular sus actividades, y para ello necesitaban del conocimiento de la medición del tiempo. Es por esta razón por la que se fijan reglas acordes con ciertas horas.
En la fachada de algunas iglesias medievales aparecen, entre las marcas de cantero, unos grabados formados por haces de líneas convergentes en un punto, limitadas por un contorno circular (a veces semicircular), formando ángulos iguales. El número de líneas es variable y en muchos casos no coincide con las doce horas temporarias. Este tipo de reloj de líneas horarias de ángulo igual se ha encontrado en algunas culturas anteriores. La divulgación de este tipo de relojes puede deberse en parte a la expansión de la orden benedictina, según algunos autores, otros estudiosos mencionan al Camino de Santiago como un elemento difusor. Este tipo de relojes se trazaban sin la ayuda de una teoría gnomónica correcta. Son habituales inicialmente en el norte de Europa y se extienden mediante la red de monasterios al sur. Los ejemplares más antiguos se encuentran en Alemania, Escocia e Irlanda.

Relojes de misa (Relojes de horas canónicas)
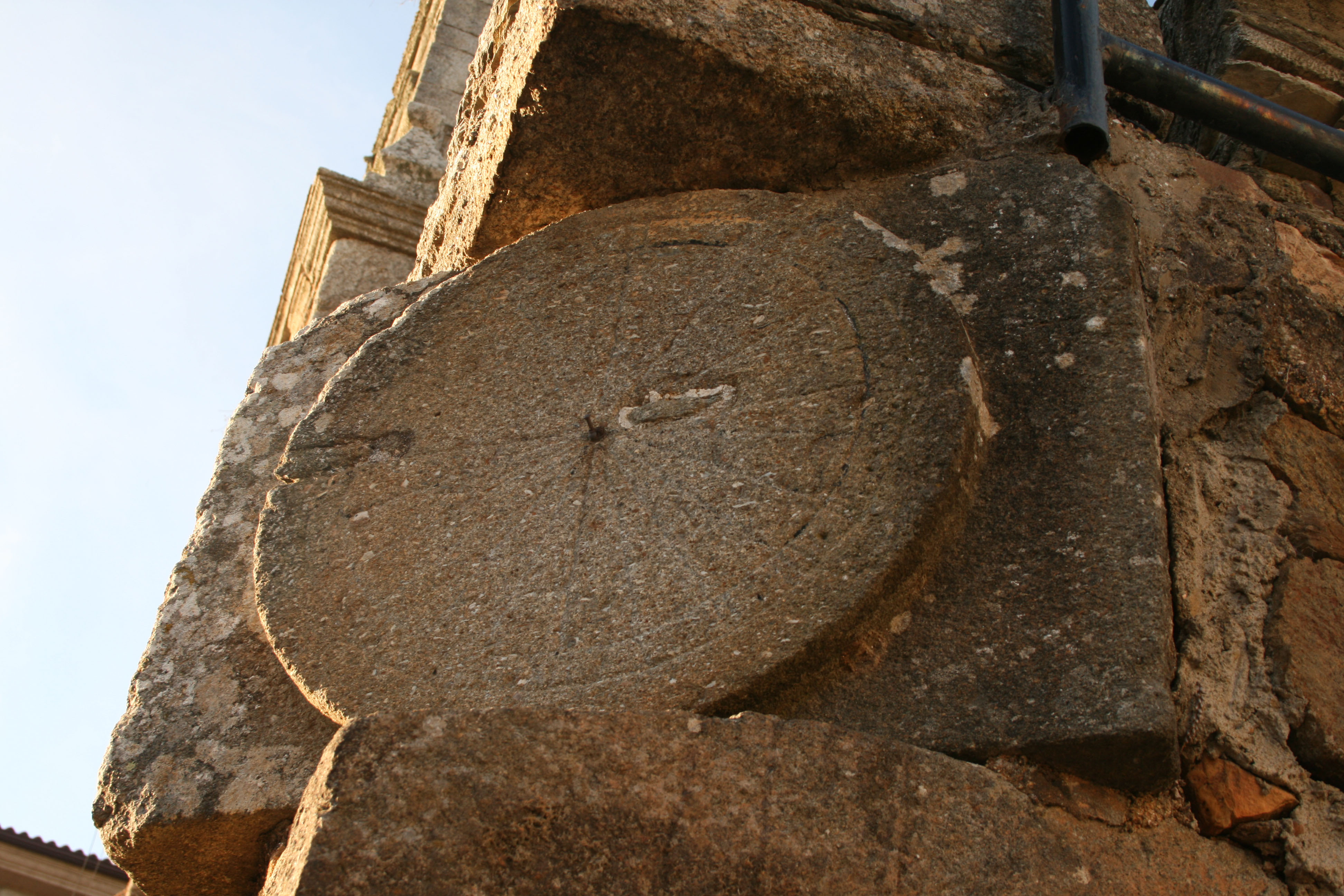
Reloj circular en la comarca de Aliste (Zamora).
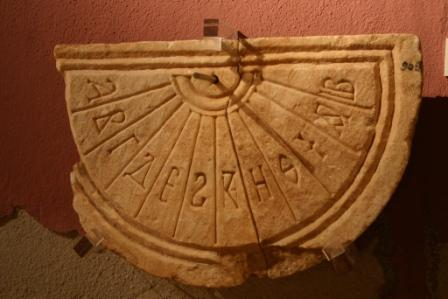
Reloj expuesto en el Museo Arqueológico de Estambul
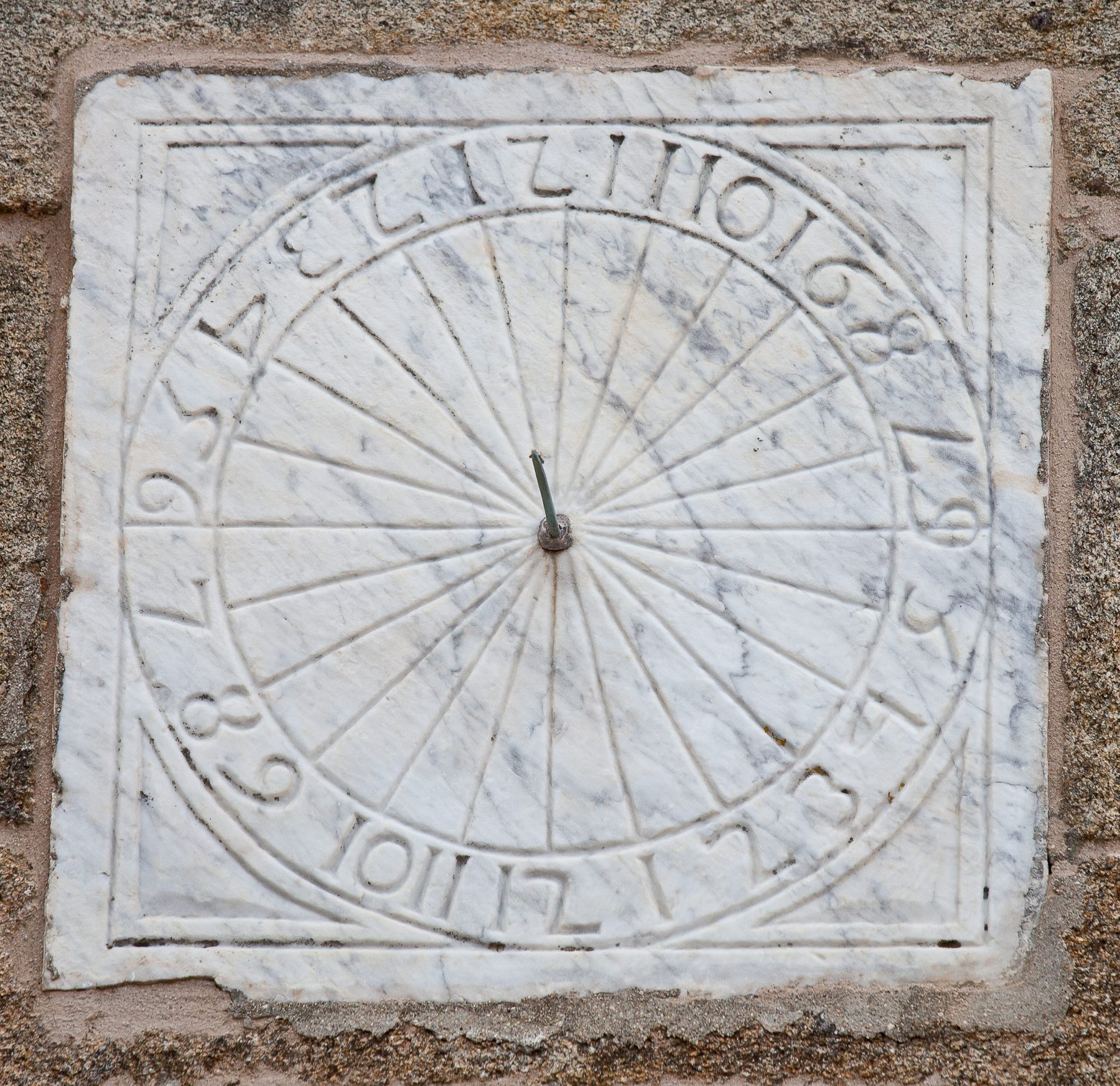
Reloj de circunferencia (Galicia).

En el siglo vi se extiende por Europa la orden benedictina, y su labor recopiladora del saber antiguo se nota en la estandarización de la liturgia de los oficios. Estos oficios se distinguen durante el día y la noche por un ritmo horario muy característico: las denominadas horas canónicas. Este sistema era una variante sutil del reloj greco-romano de horas temporarias. Los relojes de horas canónicas poseen un trazado simple que se muestra grabado en varias iglesias románicas.
En tiempos del reinado de Alfonso X «el Sabio» se recopila el saber astronómico en los Libros del saber de Astronomía, donde dedica un apartado a la gnomónica medieval en un libro titulado Piedra de la sombra y Libro del Relogio del Palacio de las Horas. En textos hispanos ya comienza a mencionarse el uso de astrolabios, ecuatorios como medidores del tiempo. Estos textos llegan al norte de Europa y provocan una gran inquietud, destacando Johannes de Sacrobosco, quien escribe un computus que intenta esclarecer el movimiento del Sol en la esfera celeste. En Italia, concretamente en el interior de la Iglesia de Santa María Novella de Florencia se empiezan a diseñar meridianas solares. Aparecen ya en la literatura del siglo xiv ejemplos de relojes de sol; uno de los más populares en el mundo anglosajón son Los cuentos de Canterbury escritos por el diplomático Geoffrey Chaucer.
En 1220 Johannes de Sacrobosco escribe su obra más conocida Tractatus de Sphaera, un libro de astronomía en cuatro capítulos muy empleado en las universidades de Europa en el siglo xii. Contribuyó así a la primera difusión a escala europea del sistema de Ptolomeo que concebía a la Tierra inmóvil y al Sol orbitando a su alrededor. Los astrónomos de este periodo dividen la esfera celeste en sectores. El círculo sobre el que se encuentran los planetas, la eclíptica, se divide en doce partes denominadas zodiaco.

### Gnomónica musulmana

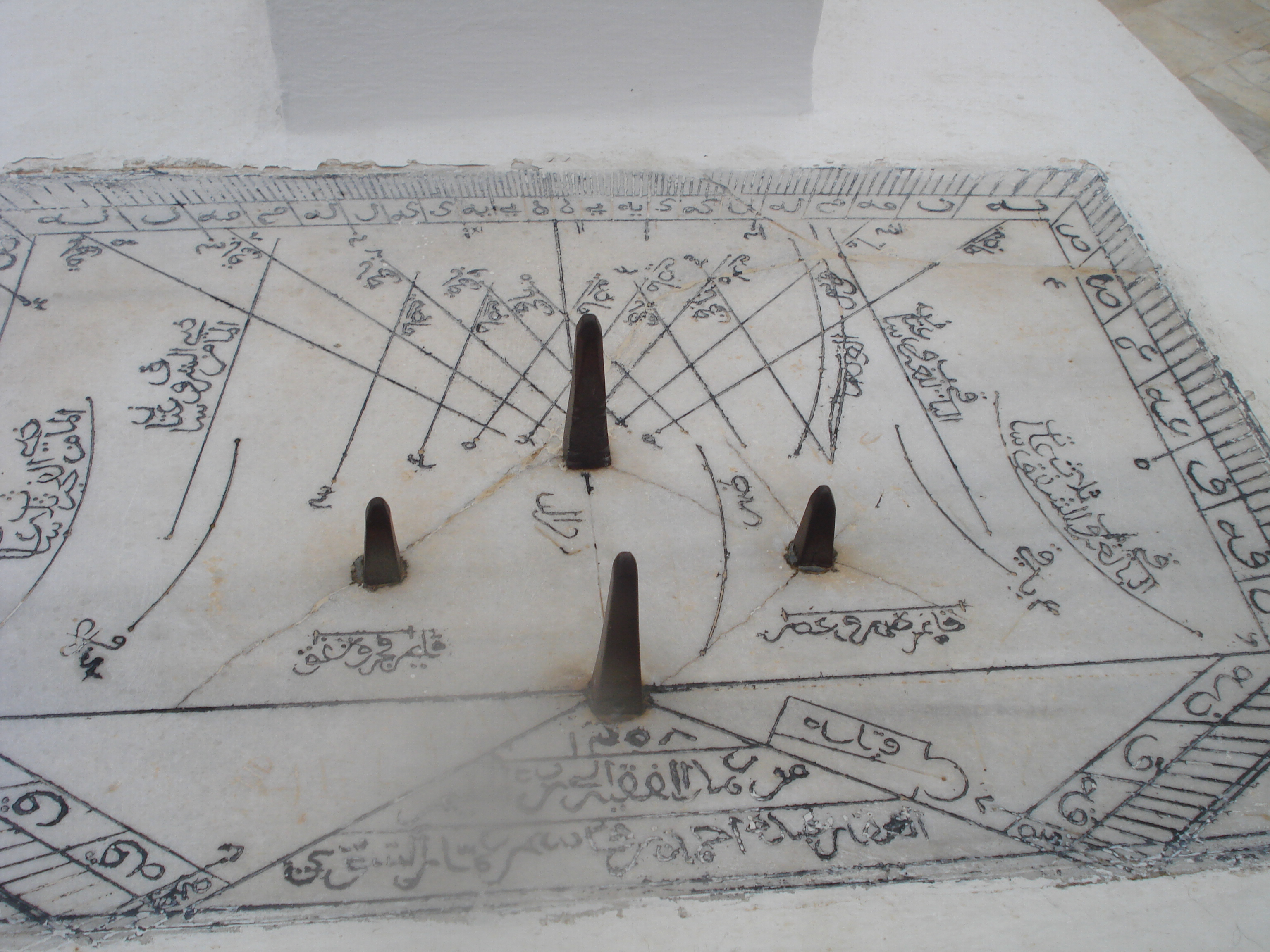
Reloj solar de la Gran Mezquita de Kairuán.

La astronomía musulmana es heredera directa de los conocimientos científicos, no sólo de los griegos, sino también de las ciencias provenientes de Asia. Realiza un uso extensivo, por primera vez en occidente, de la trigonometría en sus cómputos astronómicos y se mejora el álgebra gracias a los estudios de Khwarizmi. Son numerosos los textos árabes que tratan de problemas de astronomía y de gnomónica, de la invención de nuevos instrumentos de medición. El trazado de relojes mediante el uso del analema de Vitrubio del  emplea con esta nueva perspectiva de cómputo y es traducido por Al-Biruni al idioma árabe. Uno de los primeros en uutilizarlo fue Thábit ibn Qurra, que desarrolló métodos en los que empleaba diversas coordenadas celestes. Su nieto Ibrahim ibn Sinan fue continuador de su obra escribiendo tratados de gnomónica. Uno de los precursores en el uso de la trigonometría fue Al-Battani que elabora y usa tablas de cotangentes. Muchos de estos autores elaboran tablas que sirven para resolver problemas de trigonometría, gnomónica y astronomía. 
El empleo del formalismo trigonométrico hace que sus descubrimientos gnomónicos avancen a mayor celeridad que en el resto de los países europeos. Una de las características de los relojes solares islámicos es su relación con las cinco veces que se produce el rezo islámico (véase: Pilares del islam), así como la determinación de la orientación hacia La Meca (Kaaba) mediante el trazado de la alquibla. Los rezos se realizan en ciertos instantes del día, relacionados con las sombras de una persona. Estas necesidades hacen que aparezcan en los relojes las horas de rezo. Las horas de rezo musulmanas son: El fajr se realiza a la aurora durante el crepúsculo matutino, el zuhr que ocurre al mediodía justo cuando el Sol comienza a declinar, el ‘asr con la puesta del Sol, el magrib al ocaso durante el crepúsculo vespertino, el ixa a la caída de la noche durante la primera parte de la noche.
Las actividades musulmanas buscan nuevas proyecciones cartográficas, elaboran tablas astronómicas, diseñan instrumentos astronómicos de medida y de cálculo. Toda esta intensa actividad creativa afectó asimismo a la gnomónica. Uno de los astrónomos que trabajó en Bagdad fue Habash al-Hasib al-Marwazi, que escribió tratados sobre el trazado de relojes horizontales y fue uno de los primeros en elaborar tablas capaces de diseñar relojes a diez diferentes latitudes. A finales del siglo x los astrónomos musulmanes ya diseñaban relojes polares, ecuatoriales y horizontales con el stilo paralelo al eje terrestre. Esto implicaba el uso de horas temporarias y horas equinocciales en los diseños gnomónicos. Ibn al-Haytham en el siglo x realiza un trabajo (Tratado sobre las líneas horarias) criticando a los astrónomos griegos, que consideraban que las líneas de las horas temporarias en los relojes planos eran rectas. Ibn al-Haytham afirmaba que eran curvas, algo que se demostró posteriormente en el siglo xx. La gnomónica musulmana resuelve con sus métodos la imposibilidad de la geometría clásica de la trisección del ángulo; el arco diurno se debe seccionar en doce partes para obtener las horas, y doce es un número que posee como divisor al tres.
El primer tratado sobre relojes verticales en el siglo x se debe al Sultán Qaytbay en Jerusalén. El astrónomo Hassan al-Saffar nace en el Califato de Córdoba y deja diseñado un magnífico reloj horizontal que puede verse en la actualidad en el Museo Arqueológico y Etnológico de Córdoba. El astrónomo Al-Marrakushi compone un tratado sobre gnomónica en el que distingue una gran cantidad de relojes sobre superficies planas y curvas. Su obra es un compendio de diversos instrumentos astronómicos. Destacan los trabajos del astrónomo Ibn al-Shatir en el siglo xiv, que construye para la gran Mezquita del Califato Omeya en Damasco un reloj horizontal de mármol de grandes dimensiones (2 x 1 metros). Este reloj posee su stilo paralelo al eje terrestre, siendo una prueba de que los musulmanes, y no los europeos del Renacimiento, fueron los primeros en diseñar un reloj de horas iguales. Uno de los relojes mejor conservados del siglo xi se encuentra en el Museo Arqueológico Provincial de Córdoba (España).
Uno de los gnomonicistas más populares en xiv fue Jamshid al-Kashi, astrónomo de Ulugh Beg en Samarkanda. Fue tan prolífico que se le llegó a llamar el «Segundo Ptolomeo». Fue uno de los constructores de instrumentos solares monumentales de medición en Jaipur, India. Un estudioso de los instrumentos astronómicos y gnomónicos del periodo musulmán a finales del siglo xix es el francés Louis-Pierre-Eugène Sédillot (junto con su padre Jean Jacques Emmanuel Sédillot).

## Gnomónica renacentista
El humanismo científico del siglo xvi supuso el nacimiento de la ciencia moderna, fundamentada en el retorno a los textos clásicos. Se comienza a debatir sobre la medición del tiempo y se lleva a cabo una reforma del calendario iniciada por el Papa Gregorio XIII. Gracias a la publicación del De revolutionibus orbium coelestium de Nicolás Copérnico se concibe oficialmente el modelo heliocéntrico, derribando así al caduco sistema ptolemaico. En muchos países se crean escuelas de traductores del árabe al latín que permiten redescubrir la gnomónica y astronomía en Europa; de las escuelas principales fue la de escuela de Toledo. En este proceso se incorpora el conocimiento trigonométrico de los musulmanes. A pesar de ello se empieza a reemplazar el uso de las horas temporarias por sistemas de horas iguales que consideran la división del día y de la noche en 24 horas que tienen la misma duración, independientemente de la estación del año. Este abandono progresivo se produce gracias a la aparición de un nuevo reloj mecánico. 
Los tratados de gnomónica de los siglosxvi y xvii muestran con frecuencia creciente ejemplos y trazados geométricos de cuadrantes con horas iguales, dejando poco a poco las horas temporarias relegadas a un segundo plano. Aparece el sistema de horas itálicas (Horæ ab Occasu u ore italiani antiche) y babilónicas (Horæ ab Ortu). Destaca como uno de los primeros teóricos de estos sistemas horarios Teodosio de Trípoli. La mejora en los conocimientos geométricos hace que uno de los primeros gnomonicistas en diseñar cuadrantes verticales declinantes fuera el astrónomo Theodoricus Ruffi en el periodo de 1445-1448. El artista alemán Alberto Durero realiza varios diseños de relojes de sol (Vnderweysung der messung, Núremberg, 1525), justo al introducirse en el estudio de la perspectiva en el dibujo.

Relojes portátiles
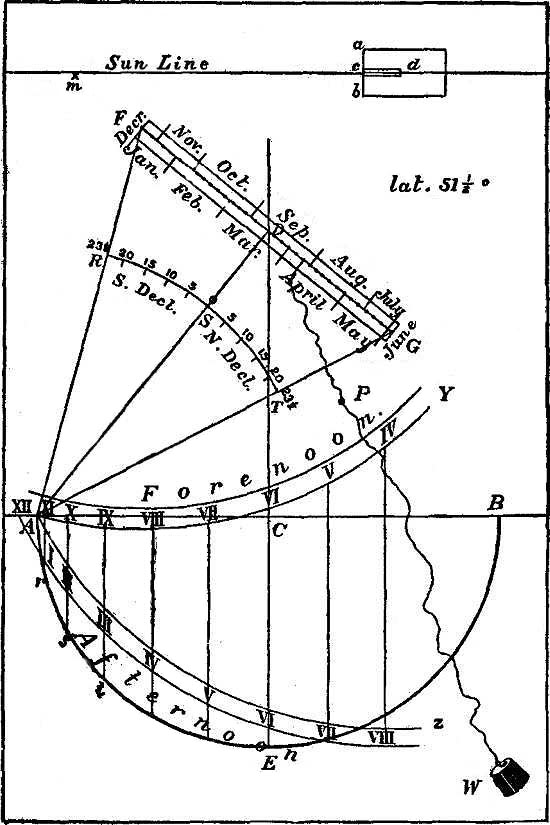
Reloj universal
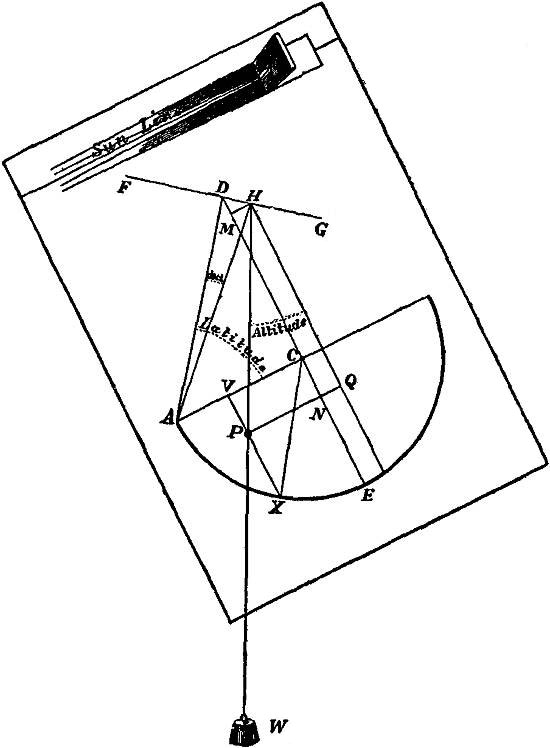
Reloj universal con pínula
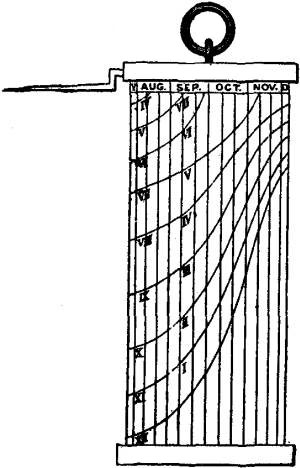
Medir el tiempo con la altura del Sol: reloj de pastor

Uno de los primeros gnomonicistas de este periodo es Sebastian Münster, que traduce obras de gnomónica árabe y expone construcciones en sus libros. Sus obras son de las primeras en ser publicadas mediante la imprenta. Contemporáneo es también Regnier Gemma Frisius que, aprovechando sus conocimientos de árabe, recibe los conocimientos de la astronomía y gnomónica islámica, siendo uno de los primeros europeos en diseñar un astrolabio. Su destacado alumno Gerardo Mercator proporciona una nueva visión a la forma de proyectar, abriendo un nuevo campo de la gnomónica. Su trabajo hace que la gnomónica renacentista tenga su centro de gravedad entre los Países Bajos y Alemania. Se construyen nomogramas capaces de diseñar relojes solares sin cálculo alguno mediante el solo conocimiento de la latitud del lugar. Dentro de esta área, Edmund Gunter desarrolla reglas de cálculo, así como un cuadrante especial que lleva su nombre. 
Aparecen los primeros constructores de instrumentos, precursores de los futuros relojeros. Christopher Schissler y su hijo Hans Christoph se consideran uno de los más afamados constructores de instrumentos científicos del siglo XVI. Trabajaron con metales nobles. Muchos de los relojes de sol, brújulas, astrolabios, cuadrantes y esferas armilares han llegado hasta nuestros días. A mediados del siglo XVI las nuevas posesiones de los portugueses hicieron que el mercado europeo se viera con un material nuevo: el marfil. Muchos de los relojes de sol portátiles de este periodo se diseñaron y construyeron con este material, en especial los dípticos. 

### Las grandes meridianas solares
En el siglo xvi se comienzan a trazar meridianas solares en algunos de los grandes edificios urbanos de Italia. Uno de los objetivos era medir con precisión la longitud del año trópico, para lo que se necesita un gran edificio y en aquella época esto correspondía a iglesias o catedrales. Una de las primeras se construye en el año 1574, y se debe al estudio del cura astrónomo Danti en la Santa María Novella en Florencia. Danti se convierte en uno de los primeros meridianistas de Europa y pronto difunde su ciencia. Aparecen meridianas en el Duomo de Palermo, en Santa María del Fiore en Florencia realizada por Leonardo Ximenes, en la Catedral de Milán. En pleno siglo xvii en la basílica de San Petronio de Bolonia el astrónomo Giovanni Cassini construye una de las más grandes. Su éxito hizo que se construyeran otras como en Francia, en Saint-Sulpice, ideada por Jean-Baptiste Languet de Gergy a mediados de la década de 1720. Pronto se incluyen en las líneas meridianas la figura en forma de ocho denominada analema, disposiciones que permitían el ajuste y la puesta en hora de los primitivos relojes mecánicos dieciochescos. 
Una de las primeras ecuaciones del tiempo diseñadas en gnomónica se debe a Jean-Paul Grandjean de Fouchy, que en la década de 1730 la incluye en la línea meridiana ubicada en el Palais du Petit Luxembourg. Pronto se comienza a hacer réplicas en otros palacios y casas señoriales privadas debido a su popular uso como referencia de ajuste de los relojes mecánicos. En 1780 se adopta en la ciudad suiza de Ginebra el tiempo solar medio como escala de tiempo oficial. Pronto se expandirá el uso a otras ciudades europeas. Este fenómeno multiplicó el número de meridianas con analema al estilo de la inventada por Fouchy. El relojero inglés John Harrison prueba en 1764 que un reloj mecánico puede ser empleado en la localización de un buque con una precisión extraordinaria.

### Relojes portátiles de altura
El Sol muestra diversas alturas sobre el horizonte en el transcurso de un día. Este fenómeno ofrece una posibilidad de medir el tiempo, y de esta forma surgen los relojes solares que miden la altura del sol. Estos relojes son ciertamente antiguos y desde la época romana se conocen ejemplos. No obstante, es en esta época renacentista cuando se expande su teoría y uso. Ciertos relojes, como el de pastor, se ponen muy de moda en el periodo que va desde los siglos xvii y xviii. Sin embargo, su descripción más antigua se remonta al siglo xi y es atribuida al monje benedictino de Reichenau llamado Hermann der Lahme (Hermannus Contractus), que lo denomina cylindrus horarius. Este tipo de relojes reciben en épocas medievales otras apelaciones, como chilinder oxoniensis. La denominación pastor proviene del uso que hacían de este reloj los pastores de los Pirineoss, que trazaban las marcas horarias en bastones que llevaban consigo. Este reloj se basa en el concepto de umbra versa. Al ser portátiles por su reducido tamaño, su empleo está ligado a una latitud dada.

Relojes de altura
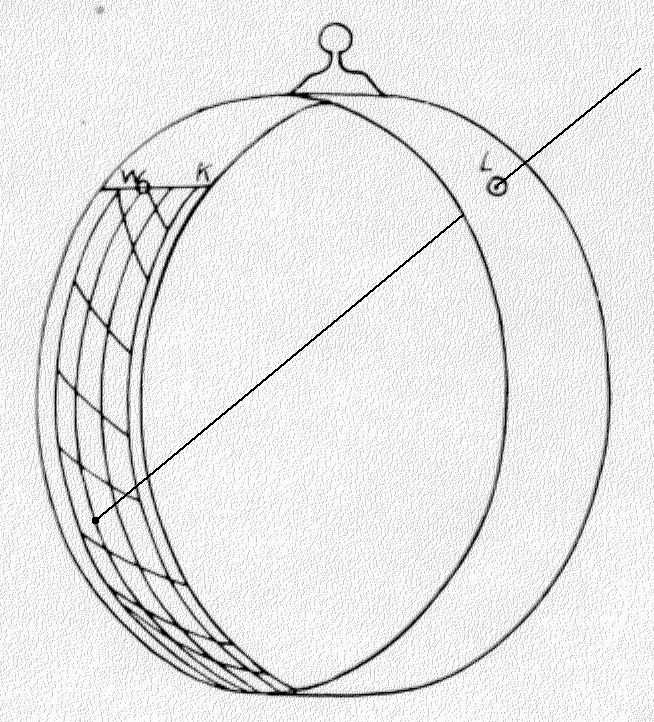
Reloj de anillo con el desarrollo de su escala
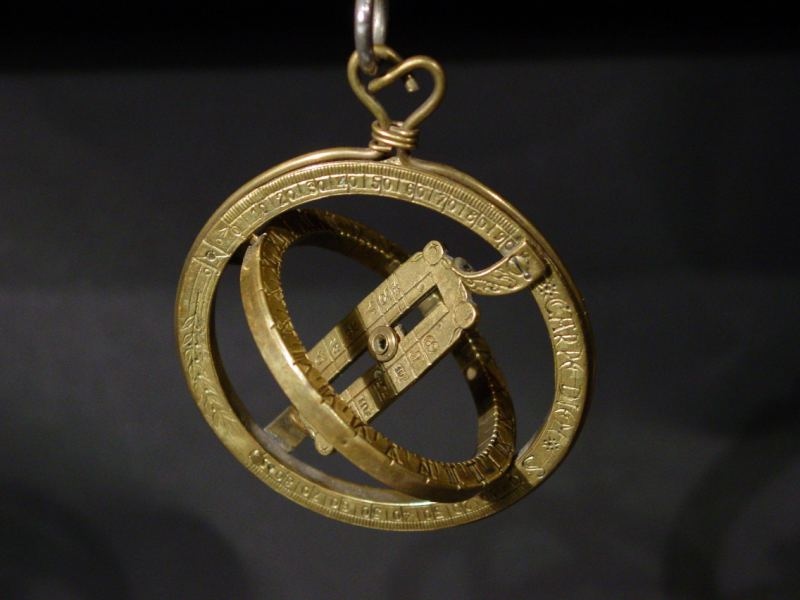
Reloj de anillo universal
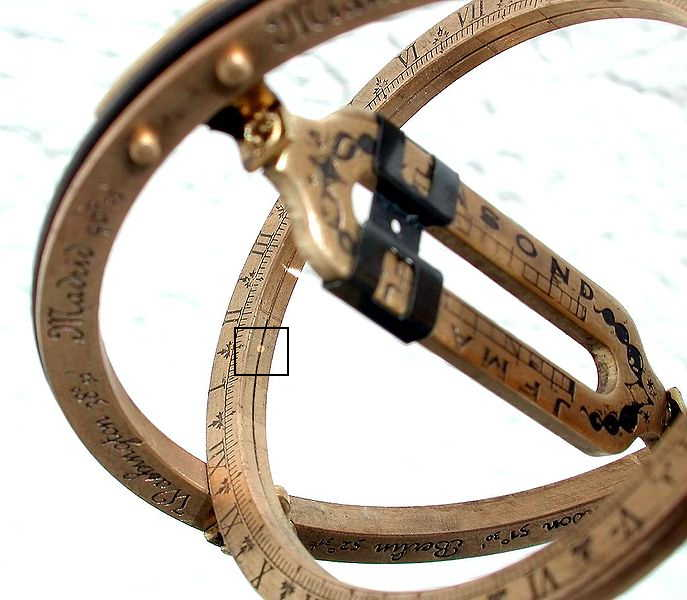
Detalle del reloj de anillo universal

Los relojes anulares (denominados ánulos solares) son un tipo de reloj solar de altura. La primera descripción conocida de este tipo de relojes la realiza Bonetus de Latis (Jacob ben Emmanuel) en su obra anulii astronomici utilitatum liber impresa en 1500. El anillo descrito es de pequeño tamaño y se orienta anulando el efecto del azimutː un orificio deja pasar la luz y arroja un spot luminoso en un fondo con escala. Este tipo de reloj aparece en varias ocasiones dentro de la trama de la novela La vuelta al mundo en ochenta días de Julio Verne. Inspirado en la esfera armilar, el matemático del siglo xvi Johannes Stabius describe el anillo universal con las ideas de Regiomontanus (alumno aventajado de Georg von Peuerbach) descubridor del quadratum horanum generall (reloj universal) en 1475. Se perfeccionan una serie de relojes basados en los astrolabios de cuadrantes, dando lugar a variantes perfeccionadas del quadrans vetus (cuadrante viejo), que se reforma en el denominado quadrans novus (nuevo cuadrante) y empleaba la proyección estereográfica (similar al del cuadrante de Gunter). Estos cuadrantes se distinguían de los astrolabios en que no poseían piezas móviles. La primera descripción se remonta a 1288 y es descrita por Jacob ben Mahir ibn Tibbon (1236-1304) y mejorada posteriormente por Peter Nightingale.

### Desarrollo de los relojes stilo-axiales
Uno de los primeros en publicar el diseño de este tipo de relojes es Sebastián Münster, pues aparecen diagramas con su trazado en la obra Compositio Horologiorum, publicada en Basilea en el año 1531. La contribución e imaginación de Regiomontanus hizo que la gnomónica comenzara a tener un periodo de esplendor debido a su intuición para conjugar las demostraciones geométrícas y la gnomónica. El diseño de relojes con gnomon paralelos al eje de la tierra (stilo-axiales) se hace extremadamente popular. Esta nueva generación de relojes describe un sistema de horas iguales, dividiendo el día y la noche en veinticuatro partes iguales. El número de tratados de gnomónica que describe este tipo de relojes es cada vez mayor. Los métodos geométricos para el trazado de los relojes stilo-axiales se multiplica, aparecen diversos métodos, pero ninguno de ellos fundamentado, demostrado o con fundamento astronómico. Las demostraciones gnomónico-geométricas eran escasas hasta que el astrónomo alemán Cristóbal Clavio publicara su libro Gnomonices Libris VIII en Roma en el año 1602. Se trata de una obra enciclopédica (más de 800 páginas con abundantes ilustraciones) sobre gnomónica en la que por primera vez se describe y se demuestra geométricamente cada una de las posibilidades de construir un reloj de sol. Menciona los principios para medir el tiempo. Para algunos estudiosos, este libro es una de las explicaciones más extensas de la gnomónica y para otros, se trata de un amplio y complejo entramado de demostraciones difícil de leer (Montucla dice en su famoso libro de la historia de la matemática que es preferible inventar la gnomónica que seguir las demostraciones de Clavio). El caso es que trata todos los problemas planteados hasta la época y relata la forma de resolverlos mediante geometría.
Una generación de cartógrafos comenzó a describir un nuevo tipo de relojes proyectivos, entre ellos Johannes Stabius. El matemático Oronce Finé describió en 1530 un reloj portátil universal al que llamó navícula de venetiis, Finé publicó un libro titulado Protomathesis con abundantes descripciones geométricas acerca de cómo trazar este tipo de relojes solares. Es por esta razón por la que se suele denominar padre de la moderna gnomónica, a pesar de que este libro no tiene ningún trazado original que no haya sido descrito por Münster y Regiomontano. En 1523 Petrus Apianus, cuyo nombre real era Pieter Wienewitz y poseía el título de astrónomo de Carlos V, publicó un libro titulado Horoscopium, en el que describe instrumentos solares diversos que pueden emplearse en cartografía. En Inglaterra fue John Blagrave, de una familia notable de astrónomos, uno de los primeros en publicar un libro de gnomónica en inglés, cuando era habitual que se publicaran en latín. Se comienza a desarrollar la teoría hasta el punto de que se diseñan relojes en las caras de los sólidos platónicos (tal y como se puede ver en el retrato de Nicolas Kratzer), en las caras de diferentes poliedros e incluso en superficies esféricas. 

Relojes stilo-axiales y sus principios de diseño
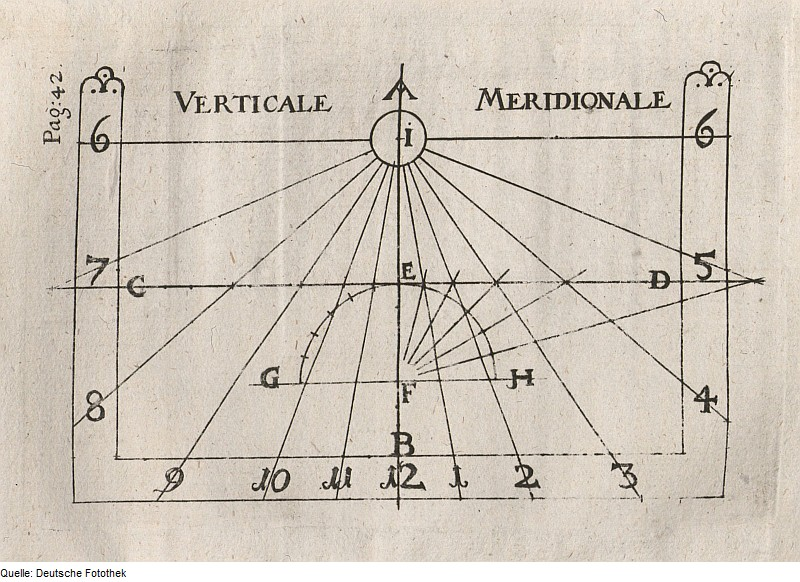
Trazado geométrico de un reloj vertical stilo-axial meridional.
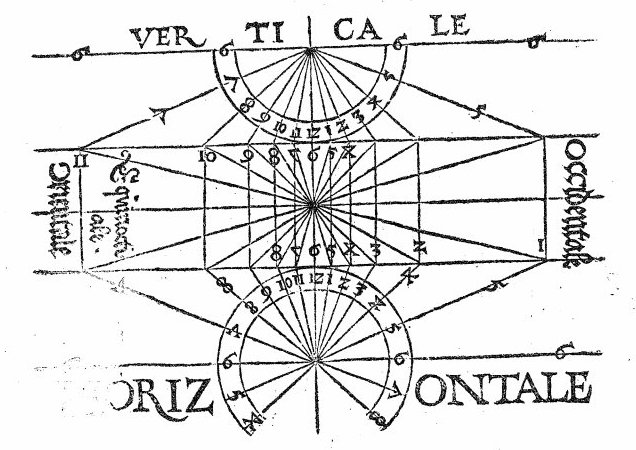
Descripción de un conjunto de relojes por Georg Vogtherr en 1544. Muestra la unificación de relojes stilo-axiales.
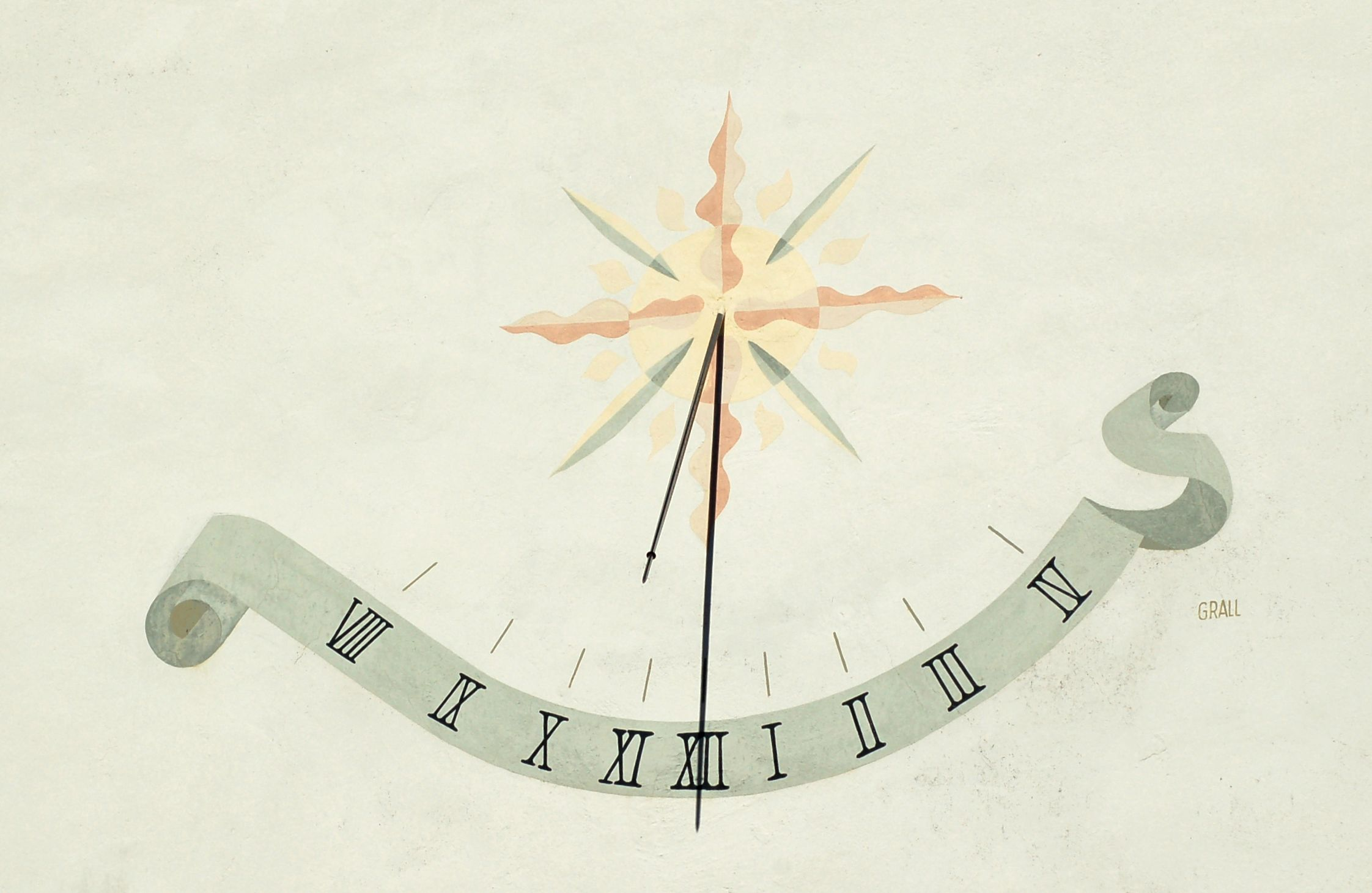
Diseño de reloj vertical stilo-axial.

Los relojes de stilo paralelo al eje terrestre son ya mayoría en el siglo xvi. Esta necesidad de medir el tiempo con horas iguales venía marcada por las mejoras de los relojes mecánicos. Proliferan poco a poco los relojes con meridianas marcadas con el objeto de poder servir como calibración. Uno de los autores más conocidos en la época es Francesco Vimercato, que en Venecia escribe un libro de gnomónica describiendo las horas itálicas, a las que llama horas peregrinas. En Francia, desde 1794 hasta abril de 1795, durante un periodo de cinco meses, la medición del tiempo se hizo siguiendo un sistema decimal. Algunos de los relojes de esta época muestran una división decimal del tiempo. Entre 1751 y 1772 se elabora en Francia la L'Encyclopédie (Vol. 4 - 3.2.13 Gnomonique) bajo la dirección de Denis Diderot y Jean d’Alembert, en la que se describe el trazado geométrico de los relojes stilo-axiales.

### Gnomónica catóptrica y dióptrica

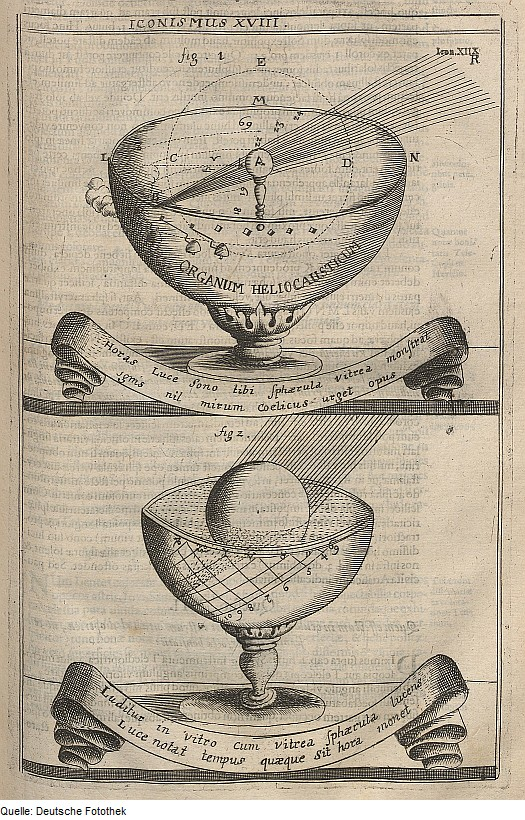
Los relojes trazados en el interior de copas y cálices rellenos de líquido son habituales en el.

En el siglo xvii se elaboran teorías sobre la naturaleza de la luz. Algunos autores comienzan a realizar avances en su explicación física, tales como Christiaan Huygens. El jesuita Athanasius Kircher, en un alarde de fusión entre la óptica y la gnomónica, describe un conjunto de relojes solares en su obra Ars Magna Lucis et Umbrae. Kircher es uno de los primeros gnomonicistas que emplea relojes solares con rayos solares refractados, creando la gnomónica dióptrica (en oposición de la catóptrica o gnomónica directa). Describe relojes solares inmersos en agua que modifican la trayectoria de los rayos solares gracias al índice de refracción: tal es el caso de los relojes inmersos en vasos o recipientes diversos. En la gnomónica catóptrica se utilizan espejos y mediante reflexión se producen modificaciones en los rayos luminosos. Los relojes catóptricos (o reflexivos) ya se usaban en la antigüedad y de esta forma en 1574 Jo. Bapt. Benedictus describe uno de estos relojes en su De gnomonum umbrarumqe solarium usu liber, así como Nicolás Copérnico. Otro de los autores del siglo xvii preocupado por incluir los avances de la óptica en la gnomónica fue Emmanuel Maignan, que en su publicación de 1648 titulada Perspectiva horaria hace abundantes descripciones de relojes dióptricos y catóptricos. El físico Isaac Newton diseña un reloj de sol catóptrico a los nueve años de edad para la iglesia de Colsterworth (sur de Lincolnshire). Se diseñan relojes que funcionan en copas llenas de agua y poseen su escala horaria en el interior; uno de los más antiguos se encuentra en el British Museum, el llamado "cáliz de Aldersbach" (1554). La propia luz se emplea como método para calcar nuevos relojes, como en el caso de los sciotéricos tan habituales a comienzos del siglo XVI. 
El avance de los relojes solares en el terreno de la óptica se produce en el siglo xx, cuando se comienza a entender con mayor profundidad la teoría lumínica. De esta forma aparecen relojes solares que no emplean gnomon y en su lugar usan la zona aguzada (o cúspide) de una cáustica óptica para indicar, sobre una escala horaria el tiempo, aquellos que usan los conceptos más novedosos de la difracción, los que mejoran la precisión de lectura mediante la introducción de un sistema óptico, como es el caso del heliocronómetro mediante lentes y ajustes en las escalas horarias por calibres Vernier. Casos más modernos se pueden encontrar en el reloj solar de Benoy, inventado por el gnomonicista Walter Gordon Benoy de Collingham en Nottinghamshire y que emplea la franja de luz de una lente cilíndrica.

## Periodo dorado

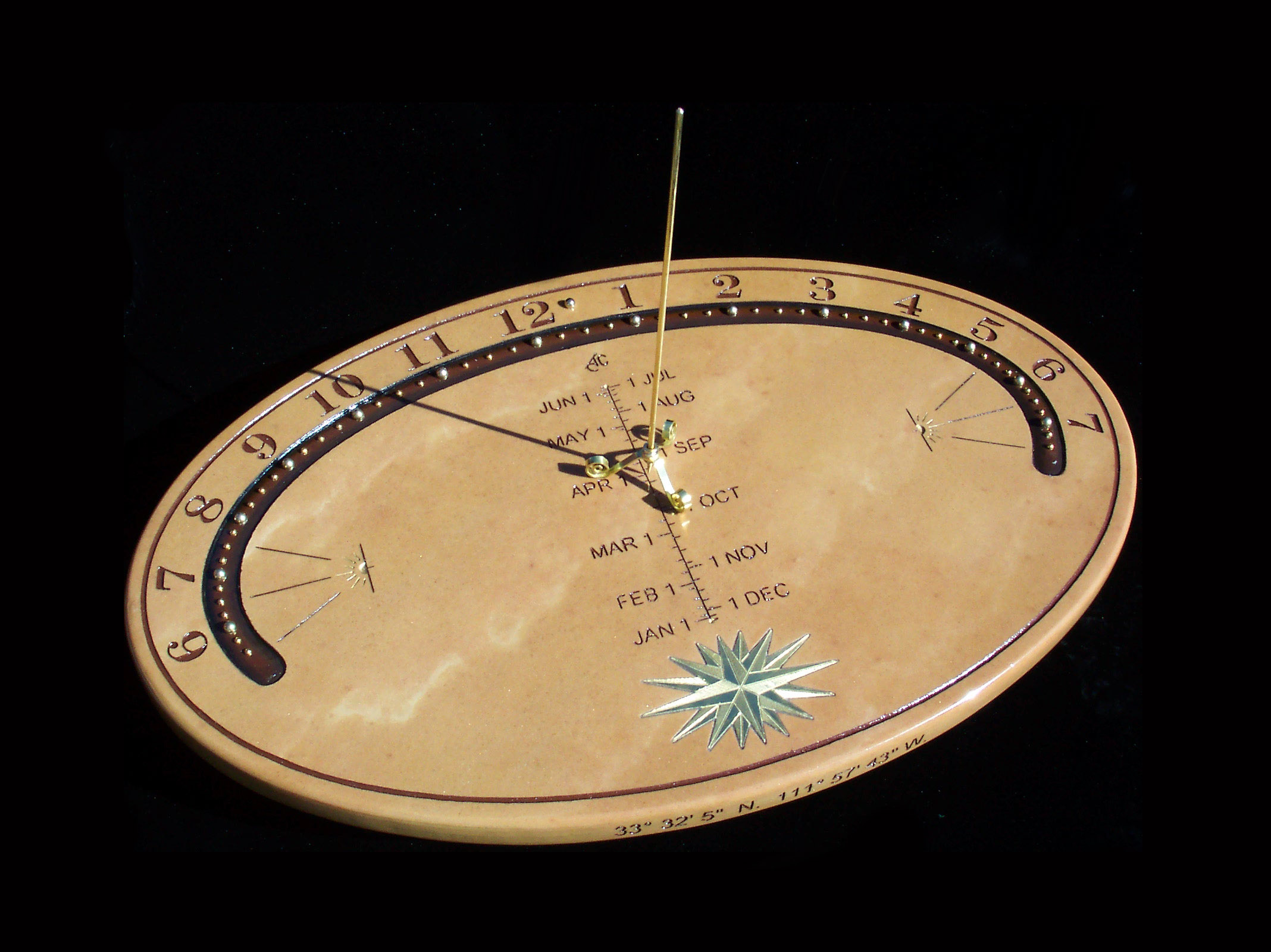
Reloj analemático.

Las mejoras en la cartografía geodésica y la elaboración de mapas y globos terráqueos con diversas proyecciones influyen en el avance de la gnomónica, aumentando el diseño de nuevos relojes. El matemático inglés William Oughtred (inventor de la regla de cálculo) publica en 1636 un nuevo reloj que mide las horas siguiendo el azimut de las sombras. Esta descripción la realiza en el libro The Description and Use of the Double Horizontal Dial. Oughtred diseña además un reloj solar portátil, inspirándose en la teoría del astrolabio marinero, y desarrolla el anillo equinoccial universal que llega a ser muy popular a principios del siglo xvii en toda Europa. Los relojes de sol diseñados comienzan a emplearse y diseñarse como instrumentos de localización, algunos de ellos poseen gran precisión, y surgen los relojes solares azimutales. Ya en el siglo xvi Gemma Frisius contribuyó con el diseño de relojes capaces de ubicar y calcular algunos parámetros del movimiento solar: anillo astronómico (denominado también anillo de Gemma). En Estados Unidos, el joven Benjamin Franklin era un iniciado entusiasta de la gnomónica, logrando que en 1787 se pusiera en el anverso de la primera moneda estadounidense un reloj de sol: el Fugio Cent. Esta moneda tenía como lema: "Mind Your Business". El tercer presidente de Estados Unidos, Thomas Jefferson, durante una estancia por enfermedad diseña un reloj de sol horizontal capaz de indicar los cinco minutos.
En España se comienzan a escribir algunas obras de gnomónicaː una de las más populares se debe al matemático valenciano Tomás Vicente Tosca, que describe la construcción de relojes de sol en su libro «Compendio Matemático». Se ensayan nuevas formas de relojes, como es el caso del reloj lunar, que se inspira en los mismos principios del reloj solar y tiene el movimiento lunar sobre el horizonte como fundamento. El astrónomo y navegante español Rodrigo Zamorano publica en su "Compendio de la arte de navegar" (Sevilla, 1581), un nuevo reloj que supone ser una proyección ortogonal de la eclíptica. En el siglo xvi el orfebre leonés Juan de Arfe publica el Tratado de gnómica o Arte de construir toda especie de reloxes [sic] de sol; lo original de esta obra es que resulta ser la primera en español que describe la construcción de algunos relojes de sol en verso.

### Relojes con proyecciones conformes
En 1640 el geómetra francés Vaulezard publica un artículo sobre un reloj que tiene las horas indicadas en circunferencias y elipses, introduciendo así la teoría de la anamorfosis en la gnomónica. En 1654 Samuel Foster es uno de los primeros en pensar en relojes de sol con escalas proyectivas, realiza las demostraciones matemáticas desarrollando toda una nueva familia de relojes y publica sus resultados en la obra Elliptical or azimuthal horologiography (Horologiografía elíptica o azimutal). Así se abre camino a una nueva forma de disposición de relojes solares: los relojes analemáticos. Este descubrimiento hizo que se realizaran nuevos tipos de relojes. Uno de los ejemplares más antiguos de ellos se encuentra en la fachada de la iglesia de Brou en Bourg-en-Bresse. El astrónomo Joseph Lalande fue uno de los primeros en describir la historia de la astronomía y con ello de la gnomónica. Estos relojes analemáticos son, en la actualidad, muy habituales en espacios abiertos cercanos a parques, museos de ciencia y planetariums.
Una de las contribuciones más cortas y que más huella dejan en el mundo de la gnomónica se debe al matemático francés Jacques Ozanam, que en 1694 publica el libro Récréations Mathématiques et Physiques (Recreaciones matemáticas y físicas). El libro es revisado por Montucla y presenta como novedad el trazado de un reloj portátil universal denominado capuchino (debido a que su forma recuerda a los tocados de los frailes capuchinos). Realiza además una clasificación de los relojes solares.
El matemático Jean Paul Grandjean de Fouchy descubre en 1740 que al efectuar una proyección gnomónica de la ecuación de tiempo, obtiene una curva en forma de ocho que se ha denominado (por error) analema. Fouchy, en su informe a la Academia de Ciencias de París, lo llama meridienne de temps moyen (meridiana de tiempo medio). Esta curva se comienza a representar en las líneas horarias de algunos de los relojes de sol, permitiendo que un observador pueda fácilmente hacer el cambio entre el tiempo solar verdadero y el tiempo solar medio. En 1826 la curva analemática se incorpora a un reloj solar por el abad Guyoux como un punto luminoso; esta idea fue mejorada y patentada por Paul Fléchet en 1860 y 1862. Solo cinco años después, el 21 de mayo de 1867 le fue concedida a Lloyd Mifflin la primera patente norteamericana que incorpora la curva del analema al propio perfil de un reloj solar. En el año 1848, el ingeniero Charles Wheatstone patenta un reloj solar basado en la luz polarizada y la medición del tiempo mediante filtros. 
La mejora de los medios de transporte marítimos obligó a aumentar la precisión de la medida de la latitud en la marina inglesa. La solución al problema pasó por un mejoramiento continuo en el diseño de los cronógrafos mecánicos. La precisión de estas máquinas se incrementa sustancialmente durante el siglo XVIII y pronto se establece una medida del tiempo medio con origen en el observatorio de Greenwich: Tiempo medio de Greenwich. Este sistema horario estuvo vigente hasta que en 1928, el término Tiempo Universal (UT) fue aceptado internacionalmente.

## Sigloxx

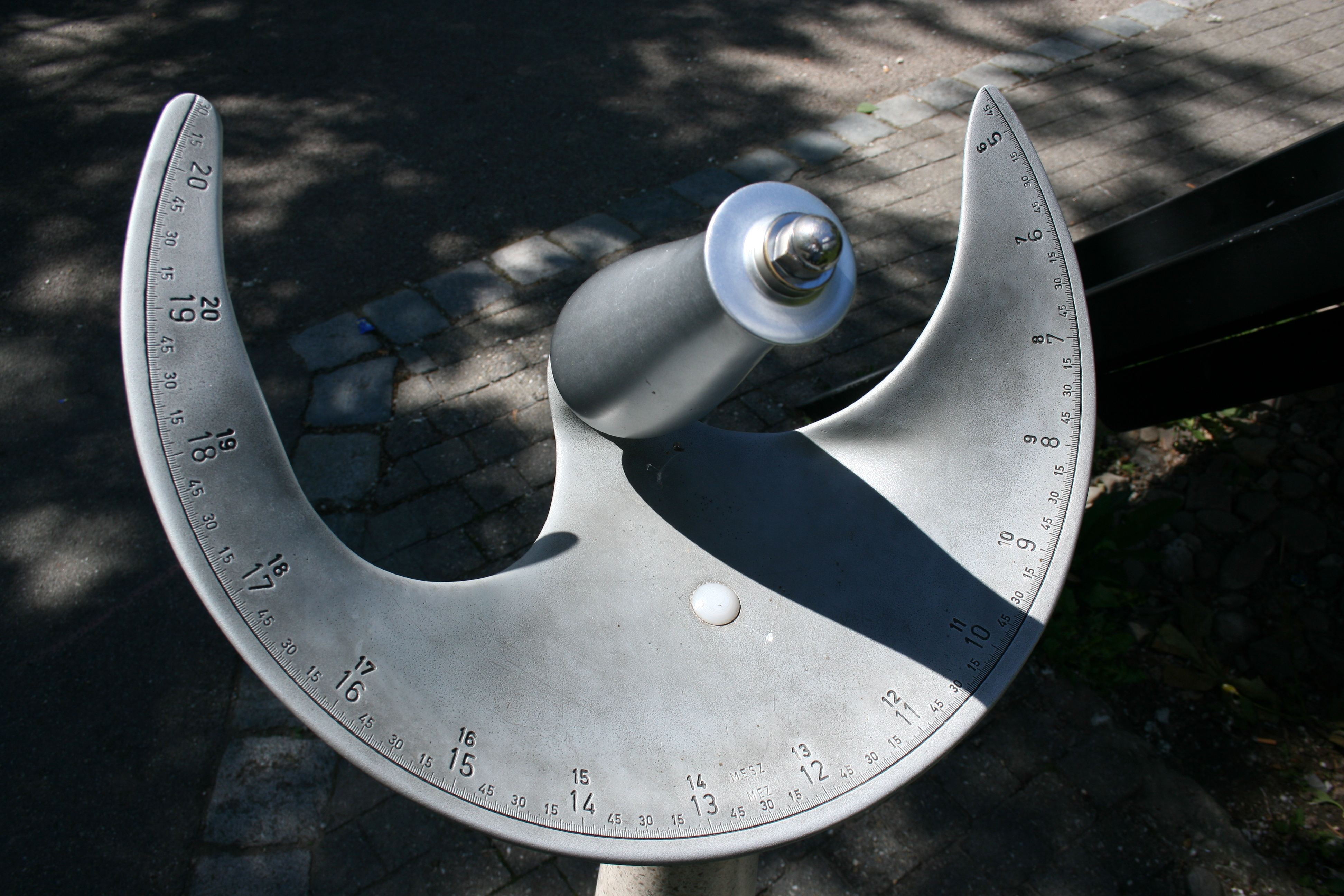
Reloj del gnomonocista alemán Martin Bernhard de gnomón analemático reversible (Carl-Zeiss-Planetarium Stuttgart).

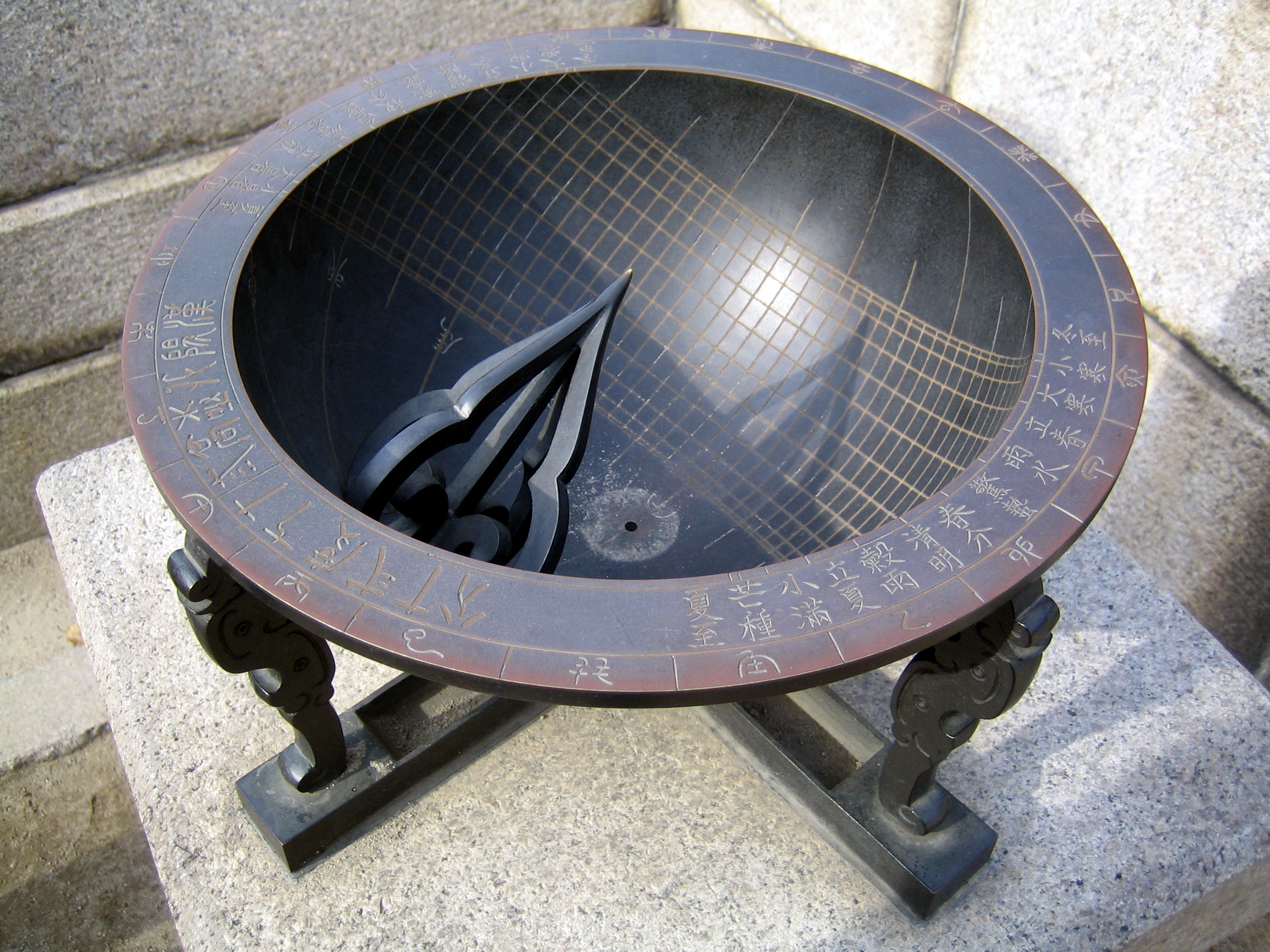
Un hemisferio moderno en el Palacio Gyeongbok en Seúl, Corea del Sur: la punta del puntero actúa como el nodus; la altura de la sombra del nodus indica la época del año.

A comienzos del siglo xx un conjunto de estudiosos alemanes (Hermann Diels, Joseph Drecker, Gustav Bilfinger) realiza estudios gnomónicos empleando nuevos métodos matemáticos. El formalismo de la geometría analítica permite averiguar y calcular relojes de sol con nuevas perspectivas. Dentro de esta escuela, Hugo Michnik descubre en el año 1923 el reloj bifilar, abriendo paso a una nueva era de relojes solares. Pronto se logran avances en la precisión con el heliocronómetro. Este reloj se empleó en Francia para regular los relojes de los servicios de ferrocarril. A lo largo de este siglo, la introducción de los computadores permite que se puedan realizar relojes solares en las superficies más diversas. El Puente del Reloj de Sol es un puente atirantado situado en Redding, California, que atraviesa el Río Sacramento. Fue diseñado por el arquitecto español Santiago Calatrava en el año 2004 y su columna-costilla central se inclina en forma de reloj horizontal. En 2010 se inaugura uno de los edificios más altos del mundo, el Taipei 101, que actúa como un gigantesco reloj de sol horizontal. 

### Gnomónica analítica
El desarrollo de los sistemas de comunicación y de transporte durante el siglo xix posibilita la estandarización de las normas horarias en todo el planeta. El matemático Hugo Michnik descubre en el año 1923 en exclusiva el reloj bifilar. Se trata de un reloj sin stilo que muestra la hora debido al cruce de dos catenarias suspendidas a dos cotas diferentes. La sombra se cruza en una escala especial diseñada para esta disposición. Este nuevo diseño gnomónico fue la causante de la inspiración de una nueva forma de diseño de relojes solares sin gnomon. Estos diseñadores investigan con nuevos procedimientos de geometría analítica los relojes de sol de horas temporarias, averiguando que las líneas horarias no eran rectas, sino curvas. Ya en el siglo xvi el matemático Federicus Commandinus describe estos relojes dudando de su naturaleza rectilínea. La nueva metodología introducida por el uso de la geometría analítica proporcionaba detalles hasta entonces insospechados. Entre los estudiosos de la historia de la gnomónica que emplean estos nuevos métodos se encuentra el gnomonicista alemán Karl Schoy, especialista en la gnomónica árabe, quien define las curvas analíticas de algunas de las horas de rezo árabe. De la misma forma, Hermann Diels estudia la técnica gnomónica griega.
Se emplean algunas grandes edificaciones, tales como puentes, antenas de radioastronomía, como gnomones para realizar grandes relojes de sol. A comienzos de siglo, el matemático Camille Flammarion propone utilizar el obelisco, de 32 metros de altura en la Plaza de la Concordia, como gigantesco reloj de sol poniendo algunas marcas en la superficie de la plaza. Finalmente, en el año 1939, el alcalde Jean Tiberi decide poner el proyecto en funcionamiento con motivo de las celebraciones del milenio. Se crean diversas asociaciones entre gnomonicistas; una de las primeras es la British Sundial Society fundada en 1989, se reúnen, que se sirven de los medios de comunicación para las publicaciones periódicas, así como la North American Sundial Society (abreviada NASS), que publica periódicamente una revista titulada The Compendium.

### Precisión

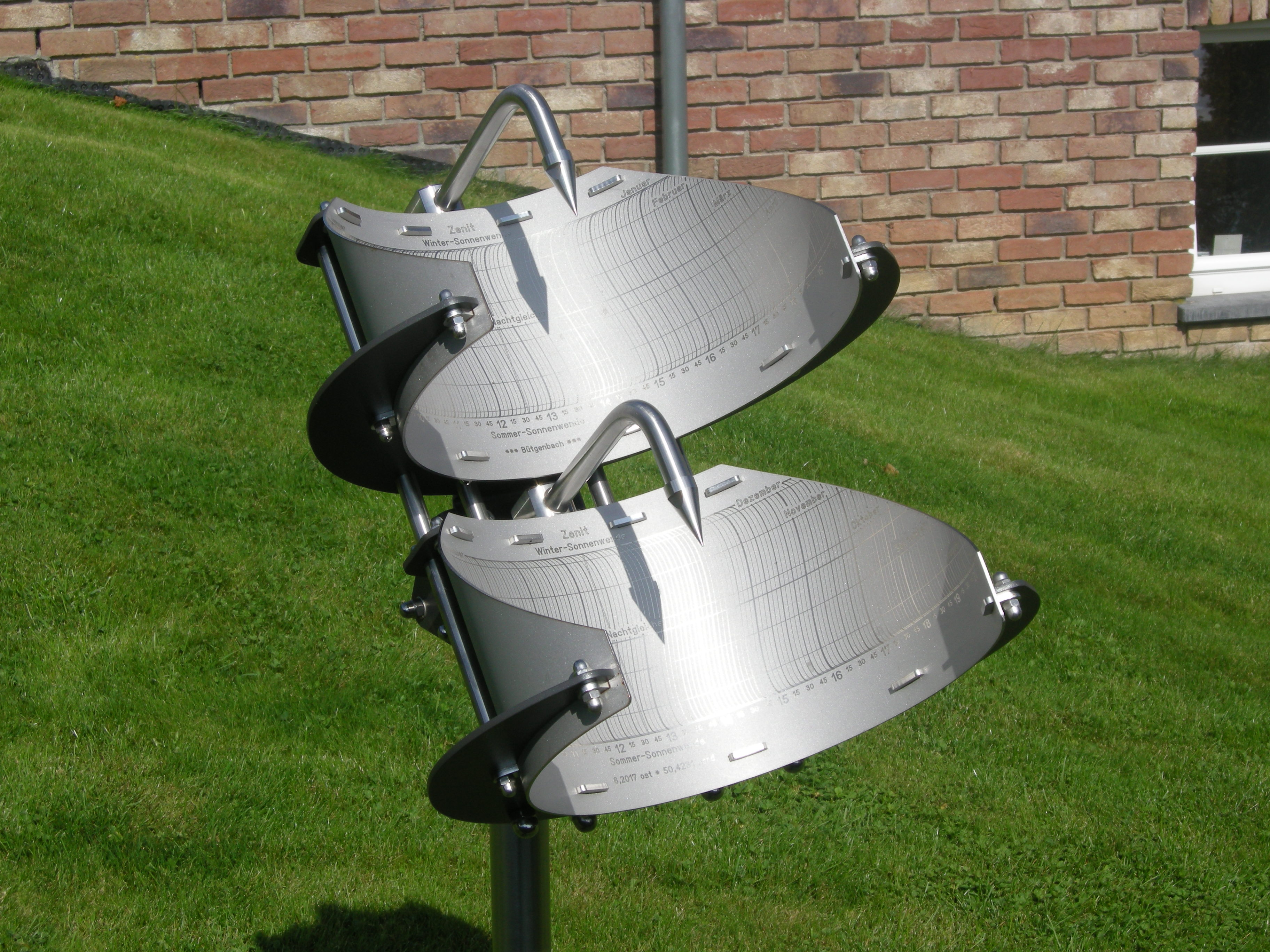
Reloj solar de precisión con sus analemasː se trata de dos relojes, el uno muestra la hora estival y el otro la invernal.

Gracias a los programas de computadoras, algunos gnomonicistas desarrollan nuevos conceptos gnomónicos en los relojes solares de precisión, tal es el caso del ingeniero alemán Martin Bernhard que diseña el reloj con gnomon de perfil de ecuación de tiempo. Aparecen nuevos conceptos de gnomónica a través de fenómenos físicos tales como la difracción: el reloj solar de difracción. En la planificación de las misiones al planeta Marte (concretamente en el Mars Surveyor 2001 Lander) se ha diseñado e incluido un reloj solar, abriendo paso a la denominada gnomónica planetaria. El reloj recibió el nombre de MarsDial y sirvió para calibrar las cámaras que portaban los rovers de exploración. Una de las invenciones gnomónicas más populares a finales del siglo xx fue el reloj solar digital, con un visualizador de siete segmentos basado en la geometría fractal. En la misma línea se construye un reloj solar con fibra óptica diseñado por el artista francés Henri de Miller, situado en París, Francia, y diseñado en 1988 en el jardín des Halles.
El empleo de la gnomónica se extiende a dispositivos como los heliostatos, que mediante el celostato permiten diseñar seguidores solares en instalaciones de energía solar, tal y como pueden ser las centrales térmicas solares. Los relojes solares ya no se diseñan a mediados del siglo xx para medir el tiempo, pues se consideran curiosidades del pasado, ornamentos en espacios abiertos, monumentos a la astronomía de tiempos pasados.

## Cronología resumen de la gnomónica
| º                    |                                         | |
| -------------------- | --------------------------------------- | --- |
| Fecha                | Autor                                   | Acontecimiento |
| ca. 2400 -2200 a. C. |                                         | Complejos sistemas pétreos que emplean alineamientos con el objeto de predecir fenómenos naturales, como la determinación de la llegada de las estaciones, por ejemplo, Stonehenge, Avebury y otros sitios, que indican el posible conocimiento cíclico del sol sobre la esfera celeste que ya poseía el hombre primitivo. |
| 1300 a. C.           |                                         | En el cenotafio de Sethy I en Abidos se describe el uso de un reloj de sol. |
| 1200 a. C.           | Tscheu-Kong                             | Tscheu-Kong, astrónomo chino, describe un ortostilo (una especie de protorreloj solar). |
| ca.siglo VII a. C.   |                                         | Cuadrante de Achaz, reloj del que solo se tienen dos referencias de la Biblia (concretamente en Isaías 38:7-9 y 2Reyes 20:10-12). |
| ca.520 a. C.         | Anaxímenes de Mileto (585-528 a. C.)    | Anaxímenes es el primero en analizar el cómputo geométrico de las sombras para medir las partes y divisiones del día. |
| ca. 450 a. C.        | Heródoto (484-426 a. C.)                | Heródoto hace una pequeña referencia en su Historia II.109.3 a los conocimientos griegos del tiempo, diciendo que adquirieron la división del día en doce partes de los babilonios. |
| 293 a. C.            | Lucio Papiro Cursor                     | Lucio Papiro Cursor diseña e instala en el templo dedicado a Júpiter en Roma el primer reloj de sol de la cultura romana. |
| 263 a. C.            | Manio Valerio Máximo Mesala             | Máximo Mesala, cónsul, coloca en una plaza de Roma un reloj de sol, conseguido en Catania como botín de guerra durante la primera guerra púnica. |
| 50 a. C.             | Andrónico de Cirro                      | Andrónico, astrónomo y constructor griego, diseña y edifica la Torre de los Vientos en el ágora de la ciudad de Atenas, una especie de torre de planta octogonal orientada a cada una de las direcciones de los vientos que posee en cada una de sus caras un reloj vertical, así como una clepsidra. |
| 9 a. C.              | Novio Facundo                           | Novio Facundo, arquitecto romano, coloca en el Campo de Marte en Roma un obelisco con forma de solárium. |
| Siglo X              | Sultán Qaytbay (1416/18-1496)           | El sultán Qaytbay publica el primer tratado sobre relojes verticales en Jerusalén. |
| 1293                 | Jacob Ben Machir ibn Tibbon (1236-1312) | Machir ibn Tibbon, denominado también Profatius Judeus, describe el Cuadrans Novus. |
| 1400                 | Jhon Slape                              | Slape, astrónomo, diseña un reloj solar portátil universal denominado la Navicela Italiana o Navicula de Venetiis. |
| 1416                 | Jamshid al-Kashi (c. 1380-1429)         | Jamshid al-Kashi, astrónomo de Ulugh Beg en Samarkanda, publica el Tratado sobre instrumentos astronómicos de observación, describiendo muchos instrumentos, incluidos el triquetrum y la esfera armilar, el armilar equinoccial y el armilar solsticial de Mo'ayyeduddin Urdi, el instrumento seno y verseno de Urdi, el sextante de Joyandí, el sextante de Fakhri en el observatorio de Samarkanda, un instrumento de altitud de azimut de doble cuadrante que inventó, y una pequeña esfera armilar que incorpora una alidada inventada asimismo por él. Fue uno de los gnomonicistas más populares de su tiempo y tan prolífico que se le llegó a llamar el «Segundo Ptolomeo». Fue uno de los constructores de instrumentos solares monumentales de medición en Jaipur, India. |
| 1450                 | Georg von Peuerbach (1423-1461)         | Peuerbach, astrónomo, matemático y constructor de instrumentos científicos austriaco, construye el Quadratum Geometricum. |
| 1475                 | Johann Stabius (1450-1522)              | Stabius, humanista, matemático y cartógrafo austriaco, inspirándose en la esfera armilar, describe el anillo universal con las ideas de Regiomontanus (alumno aventajado de Georg von Peuerbach), descubridor del quadratum horanum generall (reloj universal) en 1475. |
| 1500                 | Bonetus de Latis (Jacob ben Emmanuel)   | Latis, en su obra anulii astronomici utilitatum liber, publica la primera descripción conocida de los relojes anulares (denominados ánulos solares), un tipo de reloj solar de altura. El anillo descrito es de pequeño tamaño y se orienta anulando el efecto del azimut; un orificio deja pasar la luz y arroja un spot luminoso en un fondo con escala. |
| 1502                 | Johann Stabius                          | Stabius diseña y construye el primer reloj solar stilo-axial y lo coloca en la iglesia de San Lorenzo en la ciudad alemana de Núremberg. |
| 1523                 | Petrus Apianus (Pieter Wienewitz)       | Apianus, astrónomo de Carlos V, publica Horoscopium y describe instrumentos solares diversos que pueden ser empleados en cartografía. |
| 1525                 | Alberto Durero                          | Durero, artista alemán, realiza varios diseños de relojes de sol (Vnderweysung der messung, Núremberg, 1525), justo al introducirse en el estudio de la perspectiva en el dibujo. |
| 1530                 | Oronce Finé (1494-1555)                 | Finé, célebre matemático y cartógrafo de origen francés, describió un reloj portátil universal que denominó navícula de venetiis, Finé publicó un libro titulado Protomathesis con abundantes descripciones geométricas acerca de cómo trazar este tipo de relojes solares y, por ello, se le suele considerar como «'padre de la moderna gnomónica»', a pesar de que el libro no tiene ningún trazado original que no haya sido descrito por Münster y Regiomontano. |
| 1531                 | Sebastián Münster                       | Münster publica en Basilea Compositio Horologiorum, una de las primeras obras que difunde el diseño de los relojes stilo-axiales. |
| 1602                 | Cristóbal Clavio (1538-1612)            | Clavio, astrónomo alemán, publica en Roma Gnomonices Libri VIII, una obra enciclopédica (más de 800 páginas con abundantes ilustraciones) sobre gnomónica en la que por primera vez se describe, y se demuestra geométricamente, cada una de las posibilidades de construir un reloj de sol. Para algunos estudiosos, este libro es una de las explicaciones más extensas de la gnomónica y para otros, se trata de un amplio y complejo entramado de demostraciones difíciles de leer (Montucla dice en su famoso libro de la historia de la matemática que es preferible inventar la gnomónica que seguir las demostraciones de Clavio). |
| 1609                 | John Blagrave (años 1560-1611)          | Blagrave, de familia notable de astrónomos ingleses, publica The art of dyalling, uno de los primeros libros de gnomónica en inglés, cuando era habitual que la publicación se hiciera en latín. |
| 1636                 | William Oughtred                        | Oughtred, matemático inglés e inventor de la regla de cálculo, publica The Description and Use of the Double Horizontal Dial, donde describe un nuevo reloj que mide las horas siguiendo el azimut de las sombras. Oughtred diseña además un reloj solar portátil inspirándose en la teoría del astrolabio marinero, el anillo equinoccial universal, llegando a ser muy popular a comienzos del siglo xvii en toda Europa. |
| 1640                 | Jean-Louis Vaulezard                    | Vaulezard, geómetra francés, publica «Traicté ou usage du quadrant analématique, par lequel avec l'ayde de la lumière du soleil, on trouve en un instant sans ayguille aymantée la ligne méridienne. La Description des horloges solaires et la pluspart des phœnomènes appartenant au soleil», un artículo sobre un reloj que tiene las horas indicadas en circunferencias y elipses, introduciendo así la teoría de la anamorfosis en la gnomónica. |
| 1645                 | Samuel Foster (?-1652)                  | Foster, matemático y astrónomo, es uno de los primeros en pensar en relojes de sol con escalas proyectivas y realiza las demostraciones matemáticas, desarrollando toda una nueva familia de relojes. Publica sus resultados en una obra titulada: Elliptical or azimuthal horologiography (Horologiografía elíptica o azimutal). Se abre camino, de este modo, a una nueva forma de disposición de relojes solares: los relojes analemáticos. Este descubrimiento hizo que se realizaran nuevos tipos de relojes, siendo uno de los más antiguos de este tipo el que se encuentra en la fachada de la iglesia de Brou en Bourg-en-Bresse. |
| 1696                 | Jacques Ozanam (1640-1718)              | Ozanam, matemático francés, publica Récréations Mathématiques et Physiques (Recreaciones matemáticas y físicas), luego revisado por Montucla, que presenta como novedad el trazado de un reloj portátil universal denominado capuchino (debido a que su forma recuerda a los tocados de los frailes capuchinos). Realiza además una clasificación de los relojes solares, siendo una de las contribuciones más cortas y que más huella dejan en el mundo de la gnomónica. |
| 1709                 | Tomás Vicente Tosca (1651-1723)         | Tosca, matemático, arquitecto, filósofo y teólogo valenciano, publica Compendio Mathematico (1707-1715), que en su Tomo IX: Gnomónica, Ordenación del Tiempo, Astrología, describe la construcción de relojes de sol y es una de las mejores obras de gnomónica española. |
| 1725                 | Antoine Thiout                          | Thiout, relojero francés en Vesoul, diseña un reloj mecánico que proporciona la hora solar mediante la corrección de la ecuación del tiempo. |
| años 1730            | Jean-Paul Grandjean de Fouchy           | Fouchy establece una de las primeras ecuaciones del tiempo usadas en gnomónica, que en la década de 1730 la incluye en la línea meridiana ubicada en el Palais du Petit Luxembourg. |
| 1740                 | Jean Paul Grandjean de Fouchy           | Fouchy, matemático francés, descubre que al realizar una proyección gnomónica de la ecuación de tiempo, se obtiene una curva en forma de ocho que se ha denominado (por error) analema. Fouchy, en su informe a la Academia de Ciencias de París, lo llama meridienne de temps moyen (meridiana de tiempo medio). Esa curva se comienza a representar en las líneas horarias de algunos de los relojes de sol, permitiendo que un observador pueda hacer fácilmente el cambio entre el tiempo solar verdadero y el tiempo solar medio. En 1826 la curva analemática se incorpora a un reloj solar por el abad Guyoux como un punto luminoso; esta idea fue mejorada y patentada por Paul Fléchet en 1860 y 1862.                                                                     |
| 1750                 | M. Weltin y J.G. Wernle                 | Los ingenieros M. Weltin y J.G. Wernle construyen un reloj solar ecuatorial capaz de marcar los minutos. |
| 1848                 | Charles Wheatstone (1802-1875)          | Wheatstone, ingeniero e inventor británico, patenta un reloj solar fundamentado en la luz polarizada y la medida del tiempo mediante el empleo de filtros. |
| 1867                 | Lloyd Mifflin                           | Miffin, inventor estadounidense, patenta en Estados Unidos un reloj con gnomon que incorpora la curva del analema al propio perfil de un reloj solar. |
| 1923                 | Hugo Michnik                            | Michnik, matemático alemán, describe por primera vez un reloj solar bifilar, un reloj sin stilo que muestra la hora por el cruce de dos catenarias suspendidas a dos cotas diferentes. La sombra se cruza en una escala especial diseñada para esta disposición. |